# Main-Tauber-Kreis

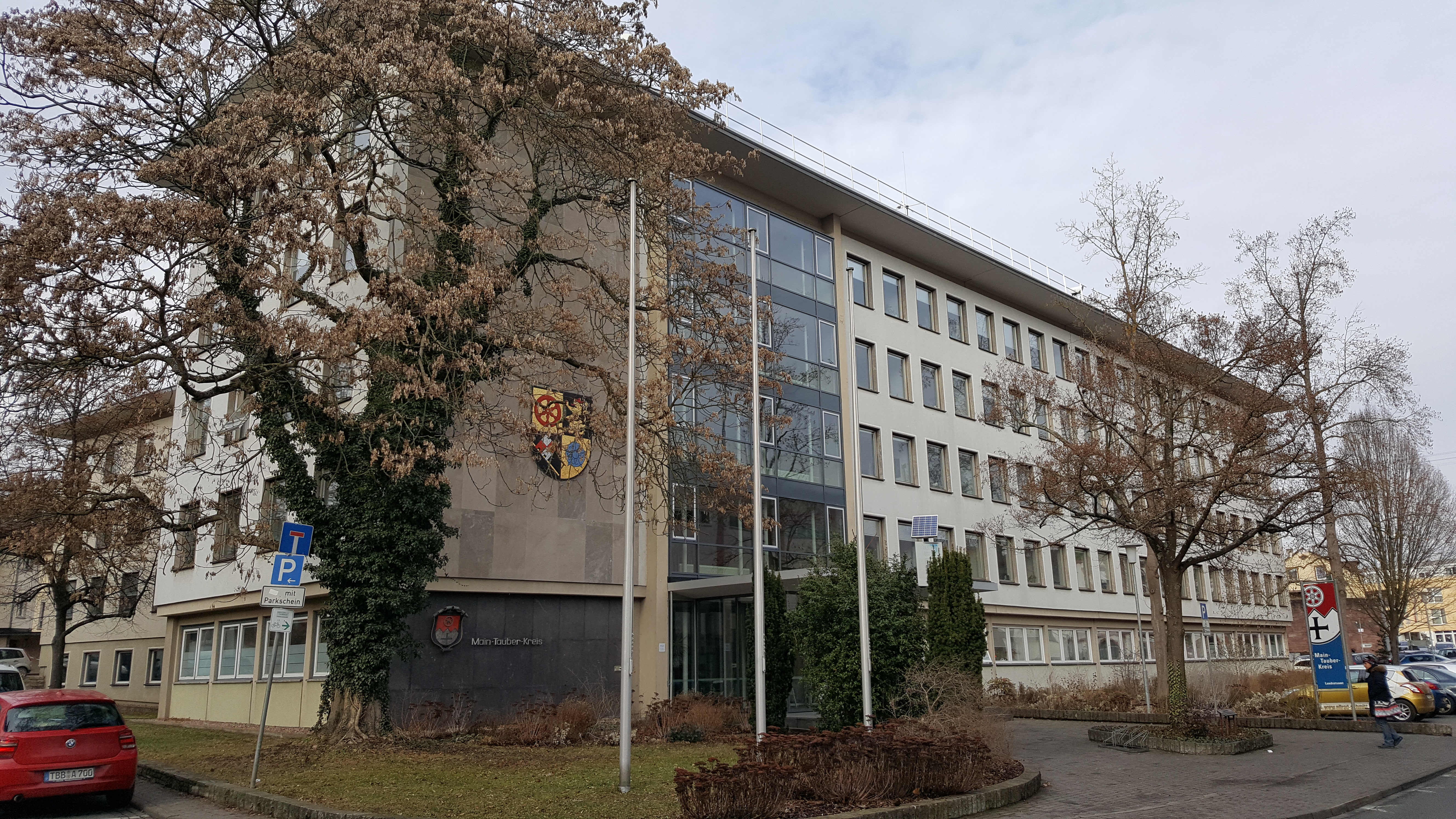
Verwaltungssitz des Main-Tauber-Kreises in der Gartenstraße 1 in Tauberbischofsheim

Der Main-Tauber-Kreis ist der nördlichste Landkreis im fränkischen Nordosten Baden-Württembergs. Er gehört zum Regionalverband Heilbronn-Franken im Regierungsbezirk Stuttgart und ist praktisch deckungsgleich mit der Region Tauberfranken, die der Länge nach von der Tauber bis zu deren Mündung in den Main durchzogen wird. Die beiden Fließgewässer sind zugleich namengebend für den Landkreis, der Teil der Ferienlandschaft Liebliches Taubertal ist.
Sitz des Landratsamtes ist die Kreisstadt Tauberbischofsheim.
Der Main-Tauber-Kreis gehört zur Metropolregion Stuttgart und grenzt an drei weitere Metropolregionen, nämlich Nürnberg, Rhein-Main und Rhein-Neckar.

## Geographie

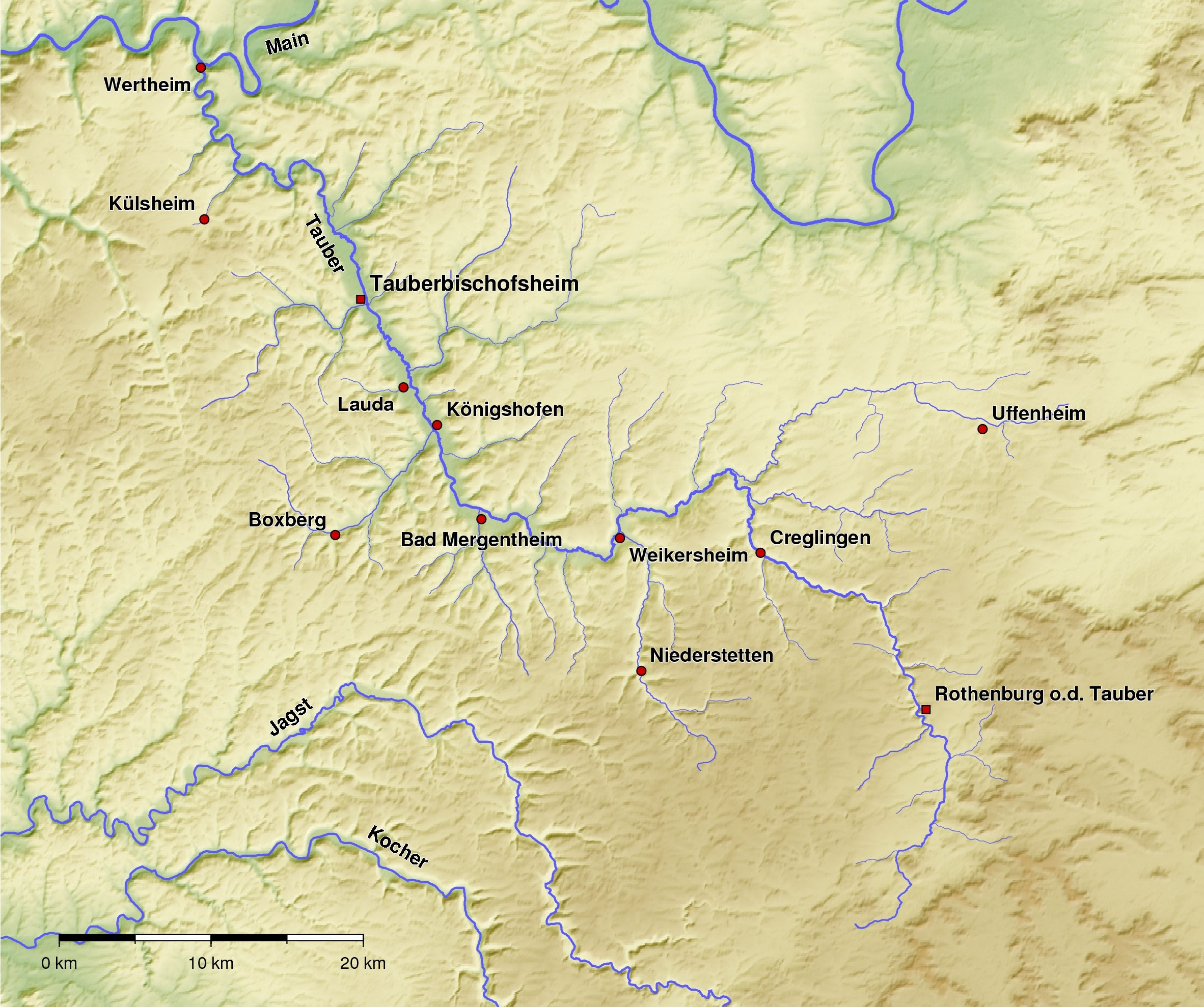
Der Main-Tauber-Kreis erstreckt sich überwiegend in der Region Tauberland entlang der Tauber und deren Seitentäler von Creglingen bis nach Wertheim zu deren Mündung in den Main

### Geographische Lage
Der Main-Tauber-Kreis liegt überwiegend in der Region Tauberland, hat jedoch auch Anteil am Bauland sowie im Norden an den Ausläufern des Spessarts. Den Landkreis durchzieht von Südosten kommend die Tauber, ein linker Nebenfluss des Mains, die in Wertheim in diesen mündet. Beide Flüsse gaben dem Kreis den Namen. Durch seine Lage im Regenschatten von Odenwald und Spessart zeichnet sich der Main-Tauber-Kreis durch trockenes und warmes Klima aus. Die Sonnenscheindauer im Sommer erreicht ähnliche Werte wie am Oberrhein.
Die Landschaft des am nördlichen Ende des Regierungsbezirks Stuttgart gelegenen Landkreises baut sich entsprechend ihrer Nordwestlage in der Südwestdeutschen Schichtstufenlandschaft aus Gesteinen des Buntsandsteins, des Muschelkalks und des Unteren Keuper auf. Flächenhaft überwiegt der Muschelkalk.
Der tiefste Punkt des Main-Tauber-Kreises befindet sich am Main in der Nähe von Freudenberg mit 123,9 m ü. NHN, der höchste Punkt bei Niederstetten-Schönhof, mit 482,8 m ü. NHN. Der Main-Tauber-Kreis ist mit seiner Nord-Süd-Ausdehnung von über 100 Kilometern zwar einer der größten der 35 Landkreise in Baden-Württemberg, er weist aber auch die geringste Einwohnerdichte von allen auf.

### Gliederung und Orte
Seit 1973 umfasst der Main-Tauber-Kreis 18 Gemeinden:
- die Kreisstadt Tauberbischofsheim
- die beiden Großen Kreisstädte Bad Mergentheim und Wertheim
- 8 weitere Städte: Boxberg, Creglingen, Freudenberg, Grünsfeld, Külsheim, Lauda-Königshofen, Niederstetten und Weikersheim
- und 7 sonstige Gemeinden: Ahorn, Assamstadt, Großrinderfeld, Igersheim, Königheim, Werbach und Wittighausen

Die Liste der Orte im Main-Tauber-Kreis enthält die fast 400 bestehenden Orte (Städte, Dörfer, Weiler, Höfe und Wohnplätze) des Main-Tauber-Kreises im geographischen Sinne. In der Liste der Wüstungen im Main-Tauber-Kreis werden die aufgegebenen Siedlungen aufgeführt.

### Nachbarkreise
Der Kreis grenzt im Uhrzeigersinn im Nordwesten beginnend an die Landkreise Miltenberg, Main-Spessart, Würzburg, Neustadt an der Aisch-Bad Windsheim und Ansbach (alle bayrisch) sowie Schwäbisch Hall, Hohenlohekreis und Neckar-Odenwald-Kreis (alle in Baden-Württemberg).

## Natur

### Landschaft
Landschaftlich ist der Main-Tauber-Kreis durch das waldreiche tauberfränkische Hügelland geprägt. An den Seiten des Taubertals und seiner Nebentäler ist eine Steinriegellandschaft typisch. In den Talniederungen befinden sich ausgedehnte Obst- und Weinanbaugebiete.

### Flächenaufteilung
Nach Daten des Statistischen Landesamtes, Stand 2020.

### Schutzgebiete und Naturdenkmale

#### FFH-Gebiete
Im Main-Tauber-Kreis gibt es die folgenden elf FFH-Gebiete, die nach der Richtlinie 92/43/EWG (Fauna-Flora-Habitat-Richtlinie) ausgewiesen wurden: Jagsttal Dörzbach-Krautheim, Jagsttal Langenburg-Mulfingen, Nordöstliches Tauberland, Nordwestliches Tauberland und Brehmbach, Odenwald und Bauland Hardheim, Sandstein Spessart, Seckachtal und Schefflenzer Wald, Taubergrund bei Creglingen, Taubergrund Weikersheim-Niederstetten, Unteres Taubertal und Westlicher Taubergrund. Die FFH-Gebiete sind Bestandteil des europäischen Schutzgebietsnetzes Natura 2000.

#### Geotope
Im Main-Tauber-Kreis sind 62 Geotope offiziell vom Landesamt für Geologie, Rohstoffe und Bergbau (LGRB) als geschützte oder schutzwürdige Geotope ausgewiesen.

#### Landschaftsschutzgebiete
Im Main-Tauber-Kreis gibt es 14 Landschaftsschutzgebiete.
- Assamstadt: 84,0 ha; Gemarkung Assamstadt; seit 1981.
- Bad Mergentheim: 4044,0 ha; Gemarkung Bad Mergentheim; seit 2005.
- Creglingen: 2027,9 ha; Gemarkungen Creglingen, Niederstetten und Weikersheim; seit 1997.
- Freudenberg: 1704,5 ha; Gemarkungen Freudenberg und Wertheim; seit 1984.
- Gewann Sensen und Tal nordöstlich Eichswiesen: 4,8 ha; Gemarkung Niederstetten; seit 1992.
- Igersheim: 497,4 ha; Gemarkungen Bad Mergentheim und Igersheim; seit 1979.
- Kembachtal: 744,0 ha; Gemarkung Wertheim, seit 1985.
- Königheim: 773,0 ha; Gemarkung Königheim; seit 2006.
- Lauda-Königshofen: 3181,0 ha; Gemarkung Lauda-Königshofen; seit 2005.
- Main-Tauber-Tal: 2988,0 ha; Gemarkungen Tauberbischofsheim und Werbach; seit 1953.
- Niederstetten: 1786,0 ha; Gemarkung Niederstetten; seit 1992.
- Weikersheim: 2718,0 ha; Gemarkungen Bad Mergentheim, Creglingen, Niederstetten und Weikersheim; seit 1993.
- Werbach: 2125,0 ha; Gemarkungen Werbach, Werbachhausen, Wenkheim und Gamburg; seit 1985.
- Wertheim: 3932,0 ha; Gemarkungen Freudenberg, Külsheim, Werbach und Wertheim; seit 1979.

#### Naturschutzgebiete
Im Main-Tauber-Kreis gibt es 36 Naturschutzgebiete. Nach der Schutzgebietsstatistik der Landesanstalt für Umwelt, Messungen und Naturschutz Baden-Württemberg (LUBW) stehen 1029,49 Hektar der Kreisfläche unter Naturschutz, das sind 0,79 Prozent.
- Adell: 18,2 ha; Gemeinde Königheim, Gemarkung Königheim
- Altenberg: 87,0 ha; Gemeinde Igersheim, Gemarkung Igersheim
- Apfelberg: 22,5 ha; Gemeinde Werbach, Gemarkung Gamburg
- Äußeres Ried: 22,5 ha; Stadt Boxberg, Gemarkung Wölchingen
- Besselbergweinberge: 37,3 ha; Stadt Grünsfeld, Gemarkung Grünsfeld
- Birkenberg: 26,0 ha; Stadt Bad Mergentheim, Gemarkungen Mergentheim und Edelfingen
- Brachenleite bei Tauberbischofsheim: 64,4 ha; Stadt Tauberbischofsheim, Gemarkung Tauberbischofsheim
- Dörre Wieslein: 2,5 ha; Gemeinde Königheim, Gemarkungen Pülfringen und Brehmen
- Edelberg: 4,2 ha; Stadt Lauda-Königshofen, Gemarkung Sachsenflur
- Ellenberg-Kapf: 17,5 ha; Stadt Wertheim, Gemarkung Dertingen
- Erlenbruchwald beim Lichteler Landturm: 0,84 ha; Stadt Niederstetten, Gemarkung Rinderfeld
- Erlenwald Röte-Strüt: 7,6 ha; Gemeinde Freudenberg, Gemarkung Ebenheid
- Gutenberg: 12,2 ha; Stadt Wertheim, Gemarkung Dertingen
- Helmental-Kleinleiden, 15,4 ha; Gemeinde Werbach, Gemarkung Werbachhausen
- Haigergrund: 59,4 ha; Gemeinde Königheim, Gemarkung Königheim
- Hohenberg: 23,5 ha; Stadt Lauda-Königshofen, Gemarkung Sachsenflur
- Holzberg: 25 ha; Stadt Creglingen, Gemarkungen Finsterlohr und Archshofen
- Hunsenberg: 7,6 ha; Stadt Tauberbischofsheim, Gemarkung Hochhausen
- Kailstadt-Mühlhelde: 37 ha; Stadt Boxberg, Gemarkungen Schweigern und Bobstadt
- Kaltenberg: 13,0 ha; Stadt Lauda-Königshofen, Gemarkung Königshofen
- Kleines Knöckle: 6,1 ha; Stadt Bad Mergentheim, Gemarkung Althausen
- Langenfeld: 36,2 ha; Gemeinde Königheim, Gemarkung Königheim
- Leidenrain: 30,9 ha: Stadt Wertheim, Gemarkung Wertheim
- Lindach: 16,3 ha; Gemeinde Igersheim, Gemarkung Bernsfelden
- Lindenberg: 8,7 ha; Gemeinde Werbach, Gemarkung Werbach
- Made und Taubenloch: 5,9 ha; Stadt Külsheim, Gemarkungen Eiersheim und Külsheim
- Mehlberg: 4,7 ha; Stadt Lauda-Königshofen, Gemarkung Königshofen
- Neuhaus: 79,4 ha; Gemarkungen Mergentheim und Igersheim
- Oberrimbacher Erdfälle: 71,2 ha; Stadt Creglingen, Gemarkung Oberrimbach, Stadt Niederstetten, Gemarkung Wildentierbach und Stadt Schrozberg, Gemarkung Spielbach, Landkreis Schwäbisch Hall
- Ringelstaler-Weinhalde: 90 ha; Stadt Bad Mergentheim, Gemarkung Edelfingen und Stadt Lauda-Königshofen, Gemarkung Unterbalbach
- Stammberg: 79,6 ha; Stadt Tauberbischofsheim, Gemarkungen Tauberbischofsheim und Dienstadt
- Steinriegellandschaft zwischen Weikersheim und Elpersheim: 77,3 ha; Stadt Weikersheim, Gemarkungen Weikersheim und Elpersheim
- Trockenhang im Lötal: 3,3 ha; Stadt Boxberg, Gemarkung Schweigern
- Vogelschutzgebiet beim Tremhof: 46,5 ha; Stadt Freudenberg, Gemarkung Freudenberg
- Wildentierbacher Berg: 37,5 ha; Stadt Niederstetten, Gemarkung Niederstetten
- Wormental: 19,2 ha; Gemeinde Werbach, Gemarkung Werbach

#### Naturdenkmale
Ergänzt werden die Landschafts- und Naturschutzgebiete durch etwa 450 Naturdenkmale (Flächen oder Einzelobjekte, meist Bäume).

#### Vogelschutzgebiete
- EU-Vogelschutzgebiet Heiden und Wälder Tauberland
- EU-Vogelschutzgebiet Wiesenweihe Taubergrund

#### Wasserschutzgebiete
Im Kreis sind mehrere Wasserschutzgebiete ausgewiesen. Der Main-Tauber-Kreis macht jährlich Angaben zur Entwicklung der Nitratkonzentrationen in den einzelnen Wasserschutzgebieten und erlässt für das folgende Jahr entweder Auflagen für Landwirte oder lockert bisherige Bewirtschaftungsauflagen auf der Grundlage der seit 1988 geltenden Schutzgebiets- und Ausgleichsverordnung (SchALVO) des Landes Baden-Württemberg.

## Geschichte

### Kreisreform
Bei der am 1. Januar 1973 in Kraft getretenen baden-württembergischen Kreisreform wurden die Altkreise Mergentheim und Tauberbischofsheim sowie fünf Gemeinden des ebenfalls aufgelösten Landkreises Buchen zum neuen Tauberkreis vereinigt. Am 1. Januar 1974 wurde er in Main-Tauber-Kreis umbenannt. Kreisstadt wurde Tauberbischofsheim, wenngleich diese Stadt nur die viertgrößte im Kreis ist. Sie liegt jedoch relativ zentral. Die beiden Altkreise Bad Mergentheim und Tauberbischofsheim gehen zurück auf die alten gleichnamigen Oberämter bzw. Ämter. Das ehemalige württembergische Oberamt Mergentheim wurde 1809, nach Übergang des Gebiets an das Königreich Württemberg, eingerichtet, 1934 in Kreis Mergentheim umbenannt und 1938 in den Landkreis Mergentheim überführt, der auch einige Gemeinden des aufgelösten Kreises Gerabronn aufnahm. In Tauberbischofsheim bestand ab 1813 ein badisches Amt, das im Laufe der Geschichte mehrmals verändert wurde und schließlich 1938 unter Einbeziehung des aufgelösten Amtes Wertheim in den Landkreis Tauberbischofsheim überführt wurde. Die Orte des bis 1972 zum Landkreis Buchen gehörigen Teils des Main-Tauber-Kreis gehörten bis 1936 zum Amt Adelsheim. Die Kreisreform von 1973 schuf somit einen Landkreis, der sich aus ehemals badischen und württembergischen Gemeinden zusammensetzt.
Nach Abschluss der Gemeindereform umfasst er noch 18 Gemeinden, darunter elf Städte und hiervon wiederum zwei Große Kreisstädte (Bad Mergentheim und Wertheim). Nach der Einwohnerzahl ist Bad Mergentheim die größte Kommune und Wittighausen die kleinste. Anhand der Gemarkungsfläche ist Wertheim die größte Kommune und Assamstadt die kleinste. Die Kommune mit der größten Einwohnerdichte ist Tauberbischofsheim mit 194 Einwohnern je km², die mit der geringsten Ahorn und Creglingen mit jeweils 41 Einwohnern je km².

### Fusionen: Entstehen einer Kreisidentität
Nach dem Zusammenschluss der Altlandkreise Tauberbischofsheim und Bad Mergentheim zum Main-Tauber-Kreis folgten im Anschluss mehrere Fusionen von verschiedenen Verbänden und Organisationen:
- Am 1. Januar 1974 schlossen sich die Handwerkerschaften Tauberbischofsheim und Bad Mergentheim zur Kreishandwerkerschaft Main-Tauber-Kreis zusammen.
- Am 7. Dezember 1974 vereinigten sich die Kreisbauernverbände Tauberbischofsheim und Mergentheim zum Kreisbauernverband Main-Tauber-Kreis.
- 1992 schlossen sich die Kreisfeuerwehrverbände Main-Tauber-Nord und Main-Tauber-Süd zum Kreisfeuerwehrverband Main-Tauber zusammen.
- 2002 fusionierten die Kreissparkasse Mergentheim und die Sparkasse Tauberfranken zur Sparkasse Tauberfranken zusammen.
- 2009 nahm die bereits 1862 gegründete Volksbank Main-Tauber eG die Volksbank Bad Mergentheim eG auf.
- 2020 fusionierte die Volksbank Main-Tauber mit der Volksbank Vorbach-Tauber[11][12]

Weiterhin zweigeteilt zeigt sich der Main-Tauber-Kreis beispielsweise bei der kirchlichen Organisation, im Gerichtswesen und in Bereichen des Sports.

### Der Main-Tauber-Kreis im 21. Jahrhundert
Ab dem 4. März 2020 trat die COVID-19-Pandemie im Main-Tauber-Kreis als Teil der weltweiten COVID-19-Pandemie auf, als die erste infizierte Person aus dem Kreis gemeldet wurde. Bis zum 1. April 2020 stieg die Zahl der Infektionen auf 175 Personen.

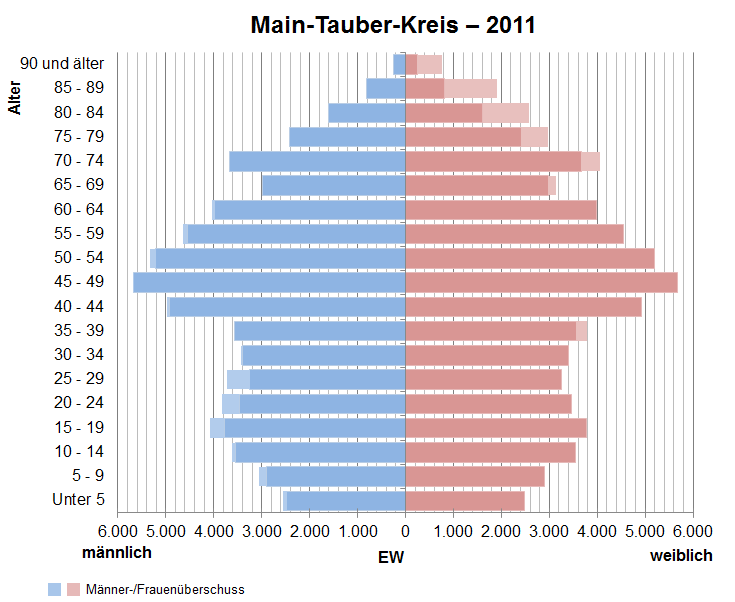
Bevölkerungspyramide für den Main-Tauber-Kreis (Datenquelle: Zensus 2011.)

### Einwohnerentwicklung
Die Einwohnerzahlen sind Volkszählungsergebnisse (¹) oder amtliche Fortschreibungen des Statistischen Landesamts Baden-Württemberg (nur Hauptwohnsitze).
| Datum             | Einwohner |
| ----------------- | --------- |
| 31. Dezember 1973 | 127.332   |
| 31. Dezember 1975 | 125.175   |
| 31. Dezember 1980 | 121.410   |
| 31. Dezember 1985 | 120.687   |
| 25. Mai 1987¹     | 121.891   |
| 31. Dezember 1990 | 128.272   |

| Datum             | Einwohner |
| ----------------- | --------- |
| 31. Dezember 1995 | 136.919   |
| 31. Dezember 2000 | 137.057   |
| 31. Dezember 2005 | 137.259   |
| 31. Dezember 2010 | 133.351   |
| 31. Dezember 2015 | 132.181   |
| 31. Dezember 2020 | 132.684   |

## Politik

### Kreistag
Der Kreistag des Main-Tauber-Kreises hat regulär 40 Sitze, dazu kommen häufig Ausgleichssitze. Die Mitglieder werden von den Wahlberechtigten im Landkreis auf fünf Jahre gewählt, jeweils gleichzeitig mit den Gemeinderatswahlen. Die Kommunalwahl 2024 endete bei der Wahl des Kreistages im Main-Tauber-Kreis mit einem erneuten Wahlsieg der CDU, obwohl sie leichte Verluste verzeichnete. Während die Freie Wählervereinigung ebenso wie die AfD Gewinne erreichen konnten, mussten SPD, FDP und Linke leichte Verluste hinnehmen. Die größten Verluste verzeichneten jedoch die Grünen.
Die Wahlbeteiligung lag bei 64,8 % und damit über der von 2019, die damals bei 60,8 % lag.
| Sitzverteilung 2024 im Kreistag des Main-Tauber-KreisesInsgesamt 46 Sitze - Linke: 1 - SPD: 7 - Grüne: 4 - FW: 10 - BLW: 1 - FDP: 2 - CDU: 16 - AfD: 5 |                |       | \| Zum Vergleich: Kreistagswahl 2019 \| Zum Vergleich: Kreistagswahl 2019 \| Zum Vergleich: Kreistagswahl 2019 \| \| Partei / Liste \| Stimmenanteil \| Sitze \| \| --------------------------------- \| --------------------------------- \| --------------------------------- \| \| CDU \| 35,54 % (36,3) \| 16 \| \| FWV \| 22,83 % (21,3) \| 10 \| \| SPD \| 14,90 % (16,1) \| 7 \| \| GRÜNE \| 8,28 % (12,0) \| 4 \| \| AfD \| 10,37 % (6,1) \| 5 \| \| FDP \| 4,41 % (4,8) \| 2 \| \| Die Linke \| 4,41 % (1,9) \| 1 \| \| BLW * \| 2,27 % (1,4) \| 1 \| \| * BLW: Bürgerliste Wertheim. \| \| \| |
| Zum Vergleich: Kreistagswahl 2019 |                |       | |
| Partei / Liste | Stimmenanteil  | Sitze | |
| CDU | 35,54 % (36,3) | 16    | |
| FWV | 22,83 % (21,3) | 10    | |
| SPD | 14,90 % (16,1) | 7     | |
| GRÜNE | 8,28 % (12,0)  | 4     | |
| AfD | 10,37 % (6,1)  | 5     | |
| FDP | 4,41 % (4,8)   | 2     | |
| Die Linke | 4,41 % (1,9)   | 1     | |
| BLW * | 2,27 % (1,4)   | 1     | |
| * BLW: Bürgerliste Wertheim. |                |       | |

### Landrat

#### Amtszeit und Aufgaben
Der Kreistag wählt den Landrat für eine Amtszeit von 8 Jahren. Der Landrat ist gesetzlicher Vertreter und Repräsentant des Landkreises sowie Vorsitzender des Kreistags und seiner Ausschüsse. Er leitet das Landratsamt und ist Beamter des Kreises.
Zu seinem Aufgabengebiet zählen die Vorbereitung der Kreistagssitzungen sowie seiner Ausschüsse. Er beruft Sitzungen ein, leitet diese und vollzieht die dort gefassten Beschlüsse. In den Gremien hat er kein Stimmrecht. Sein Stellvertreter ist der Erste Landesbeamte.

#### Landräte des Main-Tauber-Kreises
Die Landräte des Main-Tauber-Kreises seit 1973:
- 1973–1981: Bruno Rühl
- 1981–2005: Georg Denzer
- 2005–2021: Reinhard Frank
- Ab 2021: Christoph Schauder[20]

#### Oberamtmänner und Landräte der Altkreise
Auf dem Gebiet des heutigen Main-Tauber-Kreises gab es Oberamtmänner und Landräte beim Bezirksamt Boxberg (bestand 1857, 1864–1872 und 1898–1924), beim Bezirksamt Gerlachsheim (bestand von 1814 bis zu seiner Aufhebung 1864), beim Oberamt und Landkreis Mergentheim (bestand von 1809 bis 1972), beim Bezirksamt (bestand von 1813 bis 1938) und Landkreis Tauberbischofsheim (bestand von 1939 bis 1972) sowie beim Bezirksamt Wertheim (ab 1813 zunächst Stadt- und Erstes Landamt sowie Zweites Landamt; 1819 vereinigt zum Stadt- und Landamt, später Bezirksamt; 1938 aufgehoben).
Die Landräte des Landkreises Mergentheim 1945–1972:
- 1945:–1946 Eugen Kleih (kommissarisch)
- 1945–1946: Josef Brönner, (CDU)
- 1947–1952: Eugen Kleih
- 1952–1958: Walter Cantner
- 1958–1972: Kurt Nagel

Die Landräte des Landkreises Tauberbischofsheim 1945–1972:
- 1945:–1946 Carl Roth
- 1945–1946: Richard Reile
- 1946–1948: Hermann Götz
- 1948–1964: Anton Schwan
- 1964–1972: Bruno Rühl

### Wappen
Blasonierung

Das Wappen des Main-Tauber-Kreises

Die Blasonierung des Wappens des Main-Tauber-Kreises lautet: In Rot drei mittlere aufsteigende silberne Spitzen, darüber ein sechsspeichiges silbernes Rad, darunter ein schwarzes Kreuz mit Tatzenenden. Die Wappen-Verleihung fand am 19. März 1974 statt.
Bedeutung

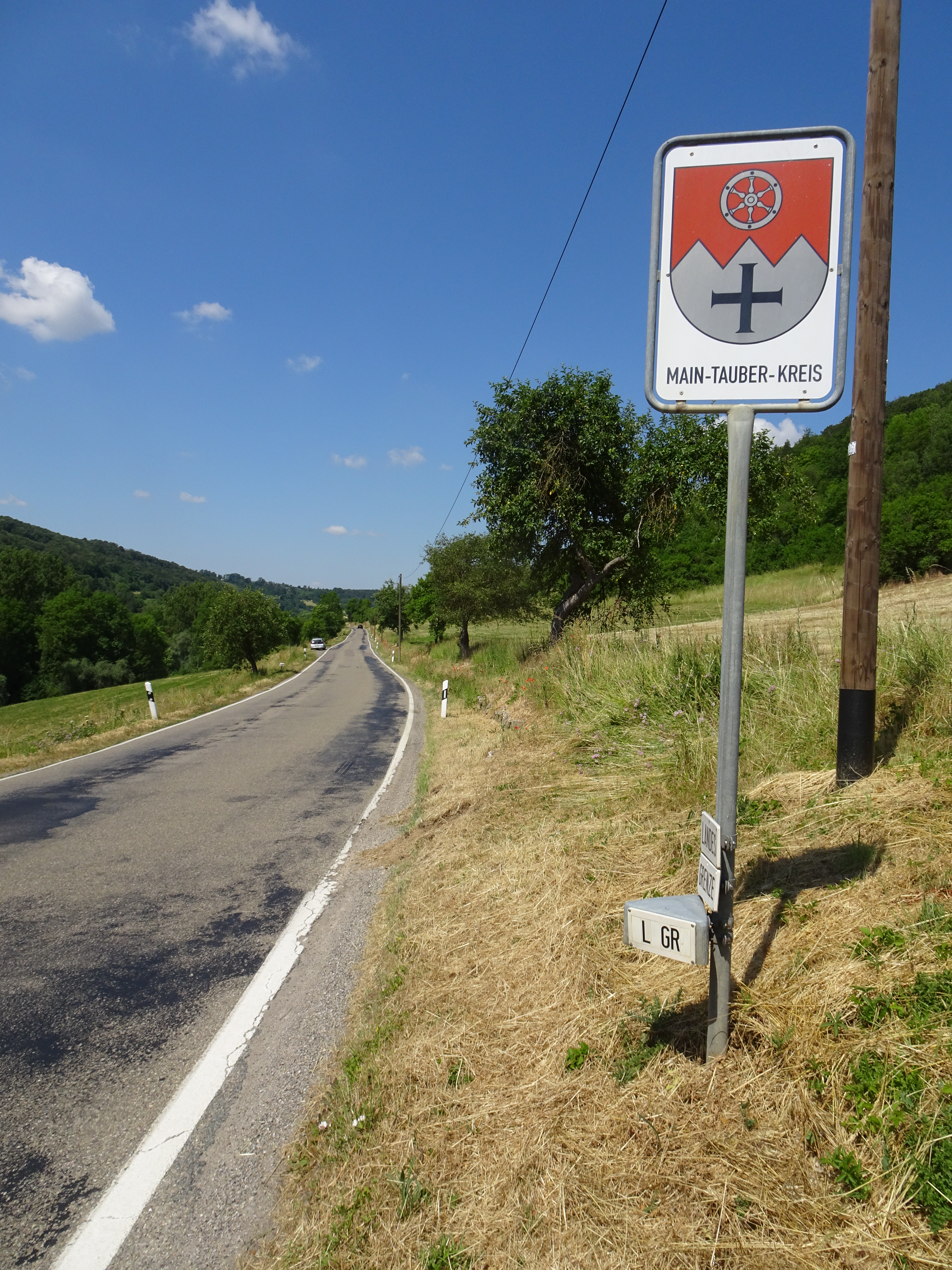
Kreisgrenztafel Main-Tauber-Kreis

Die Wappenbilder sind das Mainzer Rad des ehemaligen Erzstifts Mainz, der fränkische Rechen und das Deutschordenskreuz. Diese Herrschaften teilten sich das heutige Kreisgebiet bis Anfang des 19. Jahrhunderts, bevor es an Baden und Württemberg fiel.

### Kreispartnerschaften
- Landkreis Bautzen, Sachsen, seit 1990
- Powiat Ząbkowicki, Polen, seit 2007
- Komitat Tolna, Ungarn, seit 1991

## Wirtschaft und Infrastruktur

### Kreisstruktur und Schwerpunkte
Der Main-Tauber-Kreis bietet rund 48.266 Arbeitsplätze.
Die Arbeitslosigkeit ist mit 3,3 % (Stand: September 2012) gerade halb so groß wie im Bundesgebiet und geringer als im Landesdurchschnitt. Rund 48 % der Beschäftigten sind im verarbeitenden Gewerbe tätig, gefolgt von Handel (18 %) und sonstigen Dienstleistungen (34 %). In der Landwirtschaft und Forstwirtschaft arbeitet nur noch ein Prozent aller Beschäftigten, wobei in zwei Drittel der Gemeinden Weinbau betrieben wird. Ein Markenzeichen der Region ist die wirtschaftliche Stärke und Vielfalt. Der Main-Tauber-Kreis verfügt dabei über eine Mischung aus großen, mittelständischen und kleinen Unternehmen der verschiedenen Branchen.
Im Zukunftsatlas 2016 belegte der Main-Tauber-Kreis Platz 164 von 402 Landkreisen, Kommunalverbänden und kreisfreien Städten in Deutschland und zählt damit zu den Regionen mit „ausgeglichenem Chancen-Risiko Mix“.
Die Schwerpunktindustrien im Main-Tauber-Kreis sind der Maschinenbau, die Holzverarbeitung sowie die Glasindustrie.
Von immer größer werdender Bedeutung ist das Gesundheitswesen.
Früher gab es mehrere Bundeswehrstandorte im Main-Tauber-Kreis mit der Deutschorden-Kaserne in Bad Mergentheim, der Kurmainz-Kaserne in Tauberbischofsheim, der Prinz-Eugen-Kaserne in Külsheim und der Tauberfranken-Kaserne in Lauda. Heute besteht noch der Heeresflugplatz Niederstetten mit der Hermann-Köhl-Kaserne.
Für den mittelständisch geprägten Main-Tauber-Kreis sind neben dem produzierenden Gewerbe von Bedeutung:

### Tourismus

#### Gebietsgemeinschaft „Liebliches Taubertal“
Mit der bereits 1951 gegründeten Gebietsgemeinschaft „Liebliches Taubertal“ werden die Urlaubsgäste in der Region Tauberfranken städteübergreifend umworben. Vor allem der Radtourismus erfuhr in den vergangenen 40 Jahren einen stetigen Aufschwung.

#### Ferienstraßen
Die Romantische Straße, eine in Würzburg beginnende Ferienstraße, führt durch den Main-Tauber-Kreis und wechselt bei Rothenburg ob der Tauber wieder in das bayerische Franken. Sie ist die älteste und eine der bekanntesten Ferienstraßen in Deutschland. Daneben liegt der Main-Tauber-Kreis auch an der Siegfriedstraße. Beide Ferienstraßen führen an vielen Sehenswürdigkeiten vorbei.
Von Wertheim bis Niederstetten verläuft die Weinstraße Taubertal. Sie führt durch die Weinbaugebiete Baden, Franken und Württemberg. Entlang der Strecke liegen zahlreiche Winzerbetriebe.

#### Radfernwege
Im Kreisgebiet gibt es einige zum Teil preisgekrönte Radwege, beispielsweise den Taubertalradweg, ein 101 Kilometer langer Radwanderweg. Der Radweg, der im Juli 1980 als Radweg „Liebliches Taubertal“ eröffnet wurde, verläuft in seiner ganzen Länge durch das Tal der Tauber und hat nur wenig Steigungen. Der Radweg, der auch als „Liebliches Taubertal – der Klassiker“ bekannt wurde, ist seit 2009 durch den Allgemeinen Deutschen Fahrrad-Club (ADFC) als Fünf-Sterne-Radweg zertifiziert. Er ist ein Teil der D-Route 9 (Weser - Romantische Straße). In den Seitentälern des Taubertals wurde mit dem Radweg „Liebliches Taubertal – der Sportive“ eine ergänzende Route ausgewiesen.
Der Odenwald-Madonnen-Radweg beginnt in Tauberbischofsheim und führt über Walldürn, Mosbach und Heidelberg nach Speyer.
Außerdem verläuft der Württemberger Weinradweg im Main-Tauber-Kreis. Von Dörzbach kommend führt er über Bad Mergentheim und Weikersheim nach Niederstetten. Insgesamt führt er von Rottenburg am Neckar nach Niederstetten.
Im Jahre 2012 veröffentlichte der Main-Tauber-Kreis eine Radwegekonzeption als Radverkehrsplan. Das Radwegekonzept dient als wichtige Grundlage für Förderanträge des Landkreises und der Gemeinden.

#### Wanderwege
Dem 2009 eröffneten 130 Kilometer langen Panoramaweg Taubertal wurde 2012 das Qualitätssiegel „Wanderbares Deutschland“ verliehen. Daneben führt der Jakobsweg Main-Taubertal, der in Bayern beginnt und endet, überwiegend durch den Main-Tauber-Kreis.
Für Wanderer gibt es neben den ausgeschilderten Radwanderwegen auch mehrere pädagogische Weinlehrpfade im Kreisgebiet, beispielsweise beim städtischen Rebgut am Edelberg in Tauberbischofsheim. In Bad Mergentheim und Tauberbischofsheim gibt es jeweils „Trimm-Dich-Pfade“, die in mehreren Routen mit Bewegungs- und Hinweistafeln abgelaufen werden können.

#### Historische Pilgerwege
Ein historischer Pilgerweg führt von Würzburg zum Blutwunder von Walldürn.
Auf halber Strecke, zwischen Großrinderfeld und Tauberbischofsheim befindet sich an der „Alten Bischemer Straße“ links vor dem Wald (Forst) ein historischer Bildstock aus dem Jahr 1650. Auf der Rückseite trägt er die Inschrift: Zu Ehren Gottes und Hl. Blutes zu Wallthürn wurde dieser Bildstock von etlichen Würtzburger Walleyten errichtet, 1650.

#### Badeanlagen
Im Main-Tauber-Kreis gibt es elf Freibäder, sieben Hallenbäder, ein Thermalbad und sieben öffentliche Badeseen, die regelmäßig auf ihre Wasserqualität überwacht werden.

#### Kurorte
Für die Gesundheit gibt es ein Heilbad im Kurort Bad Mergentheim. Dort stehen neben dem Kurpark mit einer Gesamtfläche von 160.000 m² drei Trinkquellen mit Mineralwasser und eine Badequelle mit Sole zur Verfügung.

### Weinbau
Die Weinregion Tauberfranken – fast deckungsgleich mit dem Main-Tauber-Kreis – ist ein eigenständiger Weinbaubereich im Anbaugebiet Baden, der die Weinlagen zwischen Bad Mergentheim-Dainbach und Wertheim-Dertingen umfasst. Bekannt für den Weinbau im Main-Tauber-Kreis sind unter anderem Lauda-Königshofen, Markelsheim oder Weikersheim. Zwei übergebietliche Genossenschaften, die Becksteiner Winzer eG in Beckstein (Ortsteil von Lauda-Königshofen) und die Winzergemeinschaft Franken eG (GWF) in Kitzingen mit der Tauberfränkischen Bocksbeutelkellerei in Wertheim-Reicholzheim, erfassen und vermarkten den Großteil der Ernte. Daneben gibt es auch einige kleinere private selbstvermarktende Weinbaubetriebe. Diese Region und Teile der Ortenau sind die einzigen deutschen Weinregionen außerhalb Bayerns, in denen Wein in Bocksbeutel abgefüllt werden darf, der als Symbol des Frankenweins gilt.

### Sport
Die „Fechterstadt“ Tauberbischofsheim im Main-Tauber-Kreis ist Heimat des weltweit bekannten Fecht-Clubs TBB (mit über 370 Medaillen bei Olympischen Spielen, Welt- und Europameisterschaften), der bereits 1954 von Emil Beck als Fechtabteilung beim TSV Tauberbischofsheim gegründet wurde. Seit 1967 besteht er als eigenständiger Verein. Neben einem Landes- und Bundesleistungszentrum gab es beim FC TBB von 1986 bis 2017 auch den nationalen Olympiastützpunkt Tauberbischofsheim, der seit 2018 als Bundesstützpunkt für die Sportart Fechten fungiert.
Weitere erfolgreiche Vereine im Main-Tauber-Kreis sind der FV Lauda (14 Spielzeiten in der Fußball-Oberliga Baden-Württemberg), der TV Creglingen (Sechs Spielzeiten in der Deutschen Volleyball-Bundesliga der Frauen), Viktoria Wertheim (1965/66 für ein Jahr in der 1. Amateurliga Nordbaden, die bis zur Gründung der Oberliga Baden-Württemberg in der Saison 1978/79 die oberste Amateurklasse und dritthöchste deutsche Spielklasse war) und der TSV Tauberbischofsheim (mehrere deutsche Meisterschaften in verschiedenen Sportarten) als einer der ältesten und mitgliederstärksten Sportvereine in Nordbaden.

### Verkehr

#### Straßenverkehr
Die Zuständigkeit für den Straßen- und Brückenbau sowie den Betrieb und die Unterhaltung der Straßen liegt beim Straßenbauamt des Main-Tauber-Kreises. Straßenmeistereien gibt es in Bad Mergentheim (mit einem Stützpunkt in Weikersheim und einem Winterstützpunkt in Creglingen), Tauberbischofsheim (mit einem Stützpunkt in Boxberg) und Wertheim-Bestenheid (mit einem Salzsilo in Külsheim).
Die 1974 eröffnete Bundesautobahn 81 führt in Südwest-Nordost-Richtung von Heilbronn nach Würzburg quer durch das Kreisgebiet mit den Anschlussstellen Boxberg, Ahorn und Tauberbischofsheim. Sie mündet knapp jenseits der Kreis- und Landesgrenze beim Autobahndreieck Würzburg-West in die Bundesautobahn 3 Würzburg–Frankfurt. Diese hat nur ganz im Norden die Anschlussstelle Wertheim/Lengfurt im Kreisgebiet. Der südliche Landkreis ist über die im angrenzenden Bayern verlaufende Bundesautobahn 7 an das Bundesautobahnnetz angebunden. Ferner erschließen mehrere Bundes-, Landes- und Kreisstraßen den Landkreis. Der Kreis ist für ein eigenes Kreisstraßennetz von 462,7 Kilometern Länge verantwortlich.
Eine wichtige Bundesstraße ist die B 19 Schwäbisch Hall–Würzburg und die Bundesstraße 290, die das mittlere Taubertal zwischen Tauberbischofsheim und Bad Mergentheim erschließt. Die Trasse der B 290 zwischen Tauberbischofsheim und Gerlachsheim wurde 1973 dem Verkehr übergeben. Der Ausbau der B 292 zwischen der A 81 und Boxberg wurde 1989 für den Verkehr freigegeben.
Obwohl der Kreis zum Regierungsbezirk Stuttgart gehört, ist das nördliche und mittlere Kreisgebiet eher in den Raum Würzburg orientiert. Die Großstadt Würzburg ist nur wenige Kilometer entfernt.

#### Schienenverkehr
Die Frankenbahn von Stuttgart über Lauda nach Würzburg wurde durch die Großherzoglich Badischen Staatseisenbahnen im Jahre 1866 eröffnet. Davon in Lauda abzweigend gingen 1867/68 die Bahnstrecke Lauda–Wertheim tauberabwärts bis Wertheim und – abzweigend in Königshofen – 1869 die Bahnstrecke Crailsheim–Königshofen tauberaufwärts nach Bad Mergentheim in Betrieb, wo sie von der Württembergischen Staatsbahn über Weikersheim nach Crailsheim verlängert wurde.
Die erst 1909 eröffnete Nebenbahn Weikersheim–Creglingen schloss in Bieberehren an die Gaubahn nach Ochsenfurt an. Die Bayerische Staatsbahn verkehrte von Wertheim aus ab 1881 mainaufwärts auf der Bahnstrecke nach Lohr und ab 1912 mainabwärts nach Miltenberg. Der Bahnbau endete 1914 mit der Stichbahn Tauberbischofsheim–Königheim.
Das Bahnnetz hatte im Kreis nun 116 Kilometer Länge erreicht; davon wurden bis heute zwölf Kilometer stillgelegt (jedoch waren die einzelnen Strecken, die über die Kreisgrenzen hinausgingen und stillgelegt wurden, insgesamt wesentlich länger):
- 1967: (Bieberehren–Reinsbronn²–) Creglingen (zwei Kilometer)
- 1968: Tauberbischofsheim–Königheim (sechs Kilometer)
- 1974: (Ochsenfurt–Bieberehren–) Weikersheim (drei Kilometer)
- 1976: (Lohr–Marktheidenfeld–) Wertheim (ein Kilometer)

Mit dem ÖPNV-Gesetz des Landes Baden-Württemberg ging die Aufgabenträgerschaft für den Nahverkehr 1996 auf den Landkreis über. Unter zunächst jeweils hälftiger Beteiligung des Landkreises und der Verkehrsunternehmen wurde die Nahverkehrsgesellschaft Main-Tauber mbH gegründet. Die bisher bestehenden drei Verkehrsgemeinschaften fusionierten schließlich zur Verkehrsgesellschaft Main-Tauber mbH (VGMT). Um den Nahverkehr weiter zu optimieren, trat der Main-Tauber-Kreis im April 2003 dem Verkehrsverbund Rhein-Neckar bei. Seitdem gelten dessen einheitliche Tarifbedingungen auf allen Strecken. Eine Übergangsregelung ermöglicht die Nutzung der VRN-Fahrkarten bis nach Würzburg Hbf. Mit den VRN-Tarifen kann von der Tauber bis nach Mannheim, Heidelberg und ins Elsass mit einheitlichen Tarifen gefahren werden.

#### Radverkehr
Durch den Landkreis führen als Alltagsrouten aus dem Radnetz Baden-Württemberg:
- Von Miltenberg kommend über Freudenberg und Wertheim Richtung Marktheidenfeld
- Von Wertheim über Tauberbischofsheim, Lauda-Königshofen, Bad Mergentheim und Weikersheim Richtung Schrozberg und Crailsheim.
- Von Buchen (Odenwald) und Walldürn kommend nach Tauberbischofsheim. Geplant, aber noch nicht bestehend ("Zielnetz") ist eine direkte Weiterführung Richtung Würzburg.
- Von Adelsheim und Osterburken kommend über Boxberg, Königshofen und Lauda Richtung Würzburg.

Zudem bestehen touristische Landes-Radfernwege. Mehr dazu unter Tourismus/Radfernwege.

#### Wasserverkehr
Eine Mainfähre verbindet Mondfeld mit dem bayerischen Stadtprozelten im Landkreis Miltenberg.
Im Kreisgebiet liegt der Mainhafen Wertheim. Für Wertheim war die Schifffahrt schon immer von großer Bedeutung, da man die Lage an Main und Tauber sehr gut ausnutzen konnte. Entstanden ist der Mainhafen Wertheim schon in der Wertheimer Grafschaft. Die Taubermündung bot sich als idealer Naturhafen an, zudem gab es bis weit nach dem Zweiten Weltkrieg eine Schiffsanlegestelle von der Mainspitze stromaufwärts reichend. Diese wurde sowohl für den Personen- als auch für den Güterverkehr genutzt. Bereits im Jahre 1964 gründeten der damalige Landkreis Tauberbischofsheim und die Stadt Wertheim den Zweckverband Mainhafen Wertheim.

#### Luftverkehr
Mit dem Flugplatz Niederstetten verfügt der Main-Tauber-Kreis über einen Verkehrslandeplatz. In einer öffentlich-privaten Partnerschaft wurde die Landebahn entsprechend der neuesten rechtlichen Vorgaben verlängert und die Einrichtung mit einem neuen, modernen Instrumentenlandesystem ausgestattet. Der erweiterte Verkehrslandeplatz wurde 2011 eröffnet.
Weitere Flugplätze befinden sich in Hochhausen, Niederstetten, Unterschüpf und Wertheim.

### Dienststellen und sonstige Kreiseinrichtungen

#### Landratsamt
Das Landratsamt des Main-Tauber-Kreises hat seinen Sitz in Tauberbischofsheim. Das Landratsamt ist auf folgende Dienststellen in Tauberbischofsheim, Bad Mergentheim, Lauda und Wertheim aufgeteilt:
Dienststellen in Tauberbischofsheim
- Haus I (Gartenstraße 1, ⊙): Amt für Finanzen, Amt für Kreistag und Organisation, Amt für Schulen und ÖPNV, Amt für soziale Sicherung, Teilhabe und Integration, Bauamt, Büro des Landrats, Dezernat 1 – Personal und Finanzen, Dezernat 2 – Recht und Umwelt, Dezernat 3 – Kreisentwicklung und Bildung, Dezernat 4 – Jugend, Soziales und Gesundheit, Stabsstelle Digitalisierung, Erster Landesbeamter, Kommunaler Behindertenbeauftragter, Landrat, Personalamt.
- Haus II (Schmiederstraße 21, ⊙): Rechts- und Ordnungsamt, Umweltschutzamt.
- Haus III (Gartenstraße 2, ⊙): Amt für Immobilienmanagement, Amt für Wirtschaftsförderung, Energie und Tourismus, Dezernat 6 – Immobilien, Abfallwirtschaft und Straßen, Eigenbetrieb Abfallwirtschaft, Energieagentur, Kommunal- und Rechnungsprüfungsamt.
- Haus IV (Gartenstraße 2a, ⊙): Jugendamt, Verkehrsamt, Sitzungssaal.

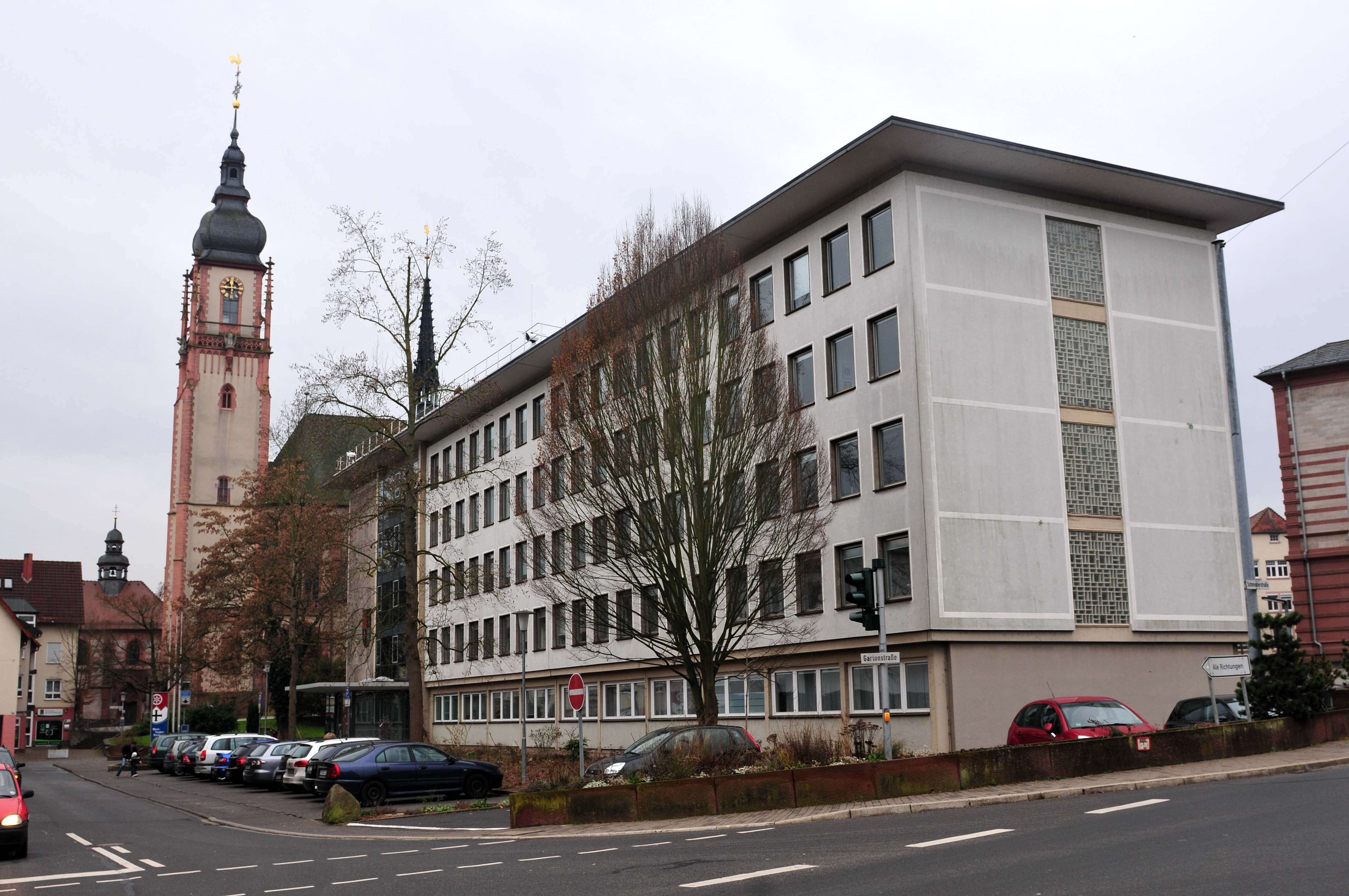
Haus I
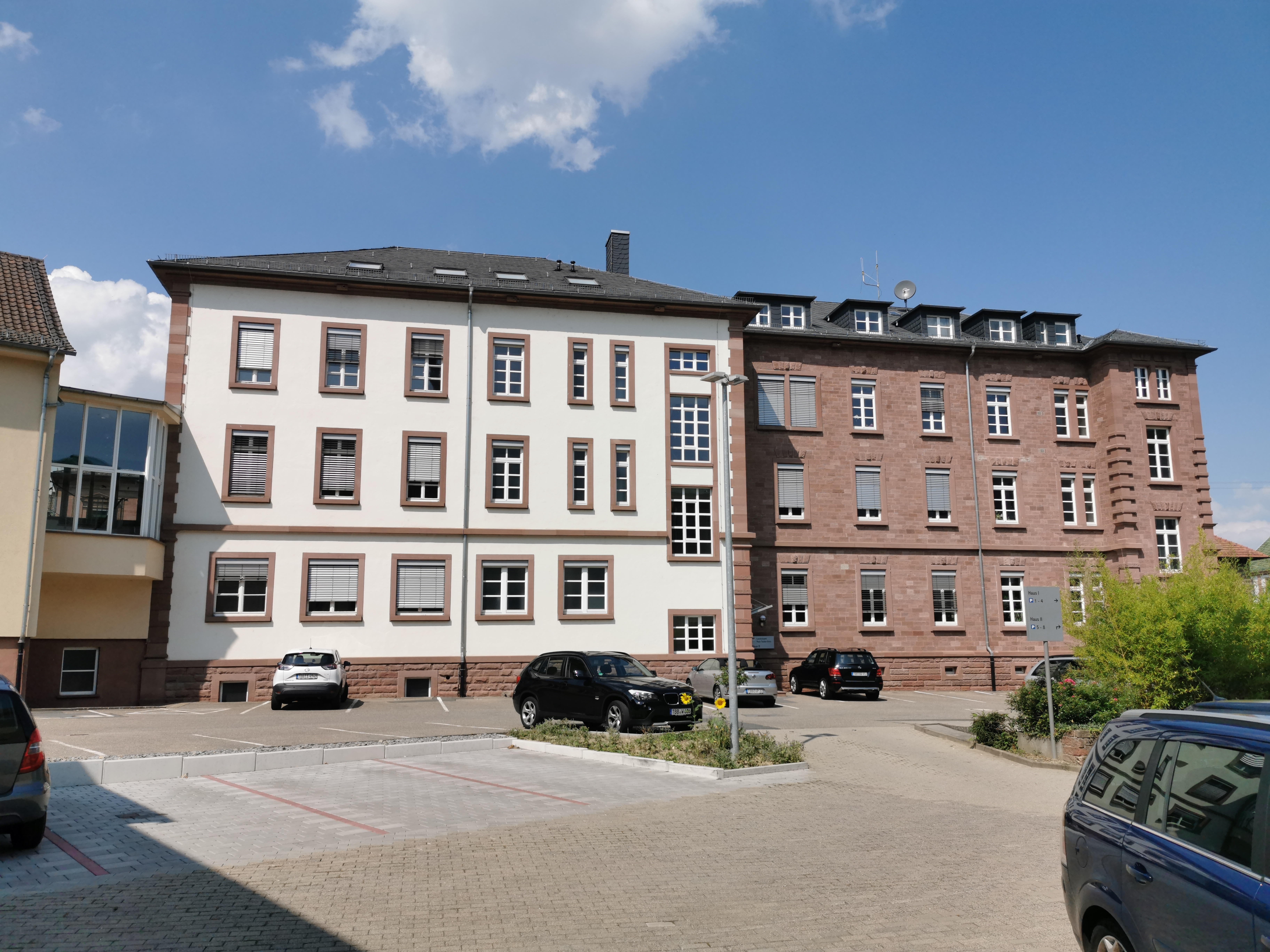
Haus II
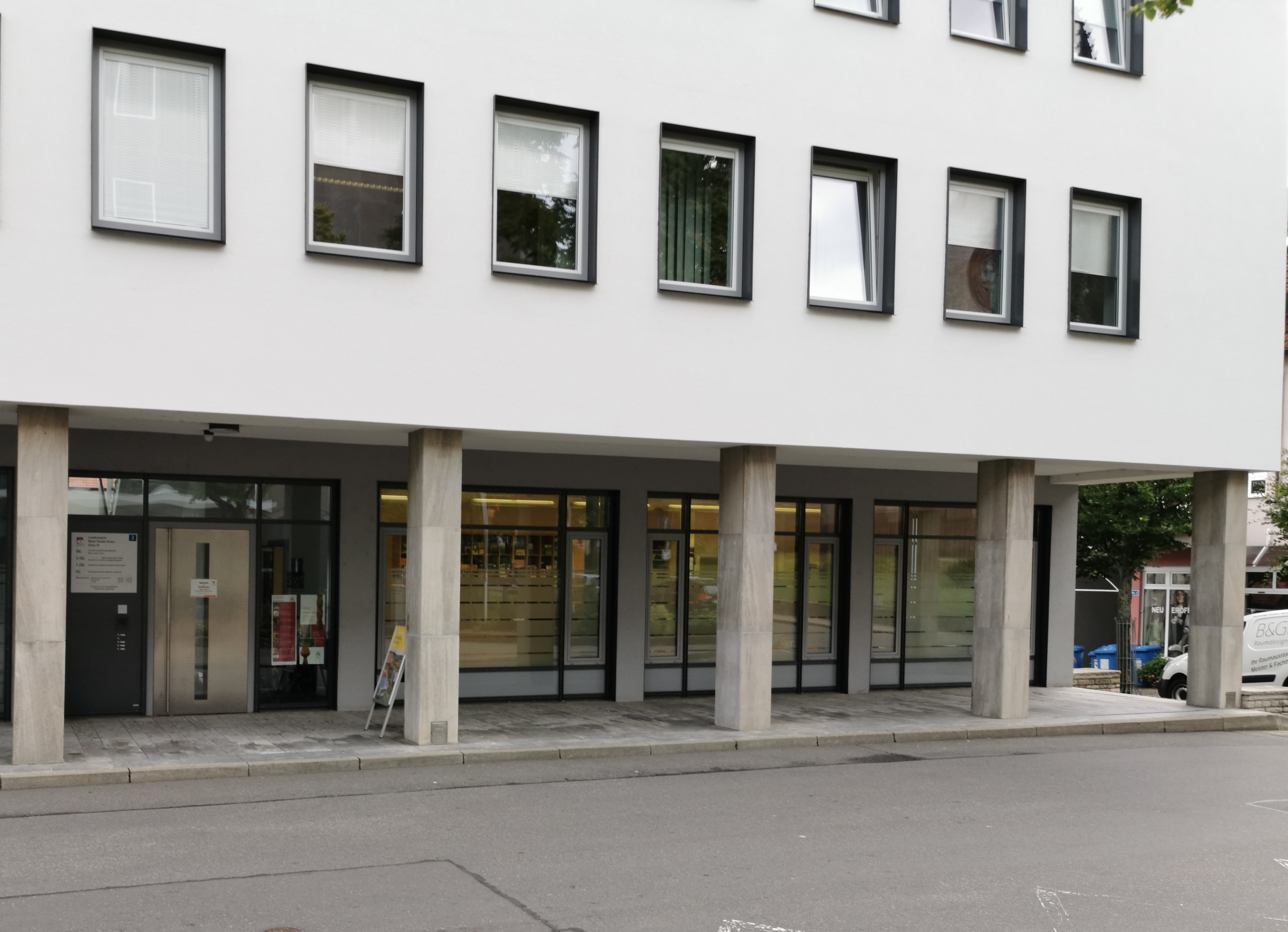
Haus III
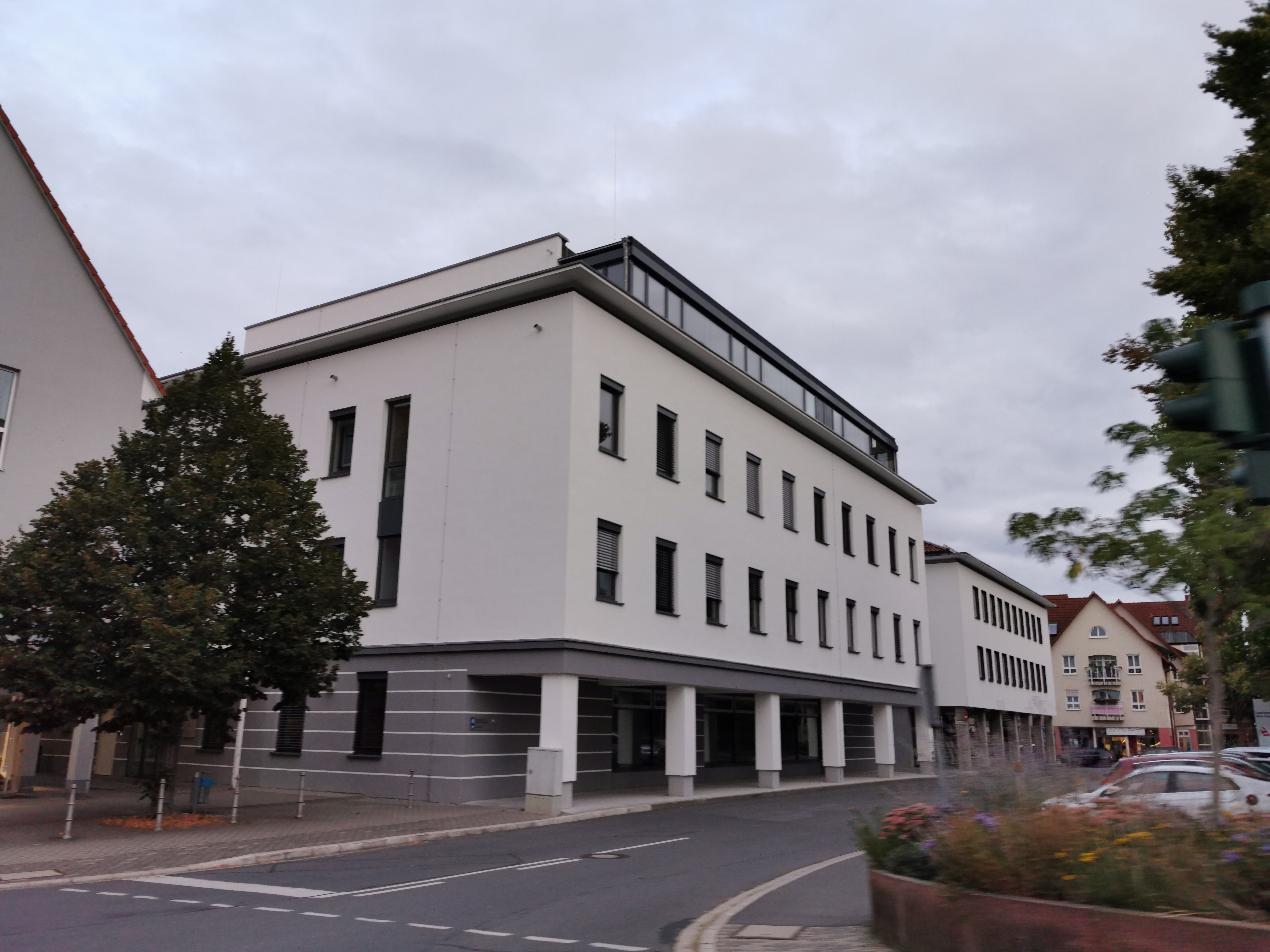
Haus IV

- Technisches Kreishaus I (Wellenbergstraße 3, ⊙): Dezernat 5 – Ländlicher Raum, Holzverkaufsstelle, Vermessungs- und Flurneuordnungsamt.
- Technisches Kreishaus II (Wellenbergstraße 8, ⊙): Vermessungs- und Flurneuordnungsamt.
- Technisches Kreishaus III (Wellenbergstraße 7, ⊙): Forstamt.
- Technisches Kreishaus IV (Wellenbergstraße 9, ⊙): Straßenbauamt.

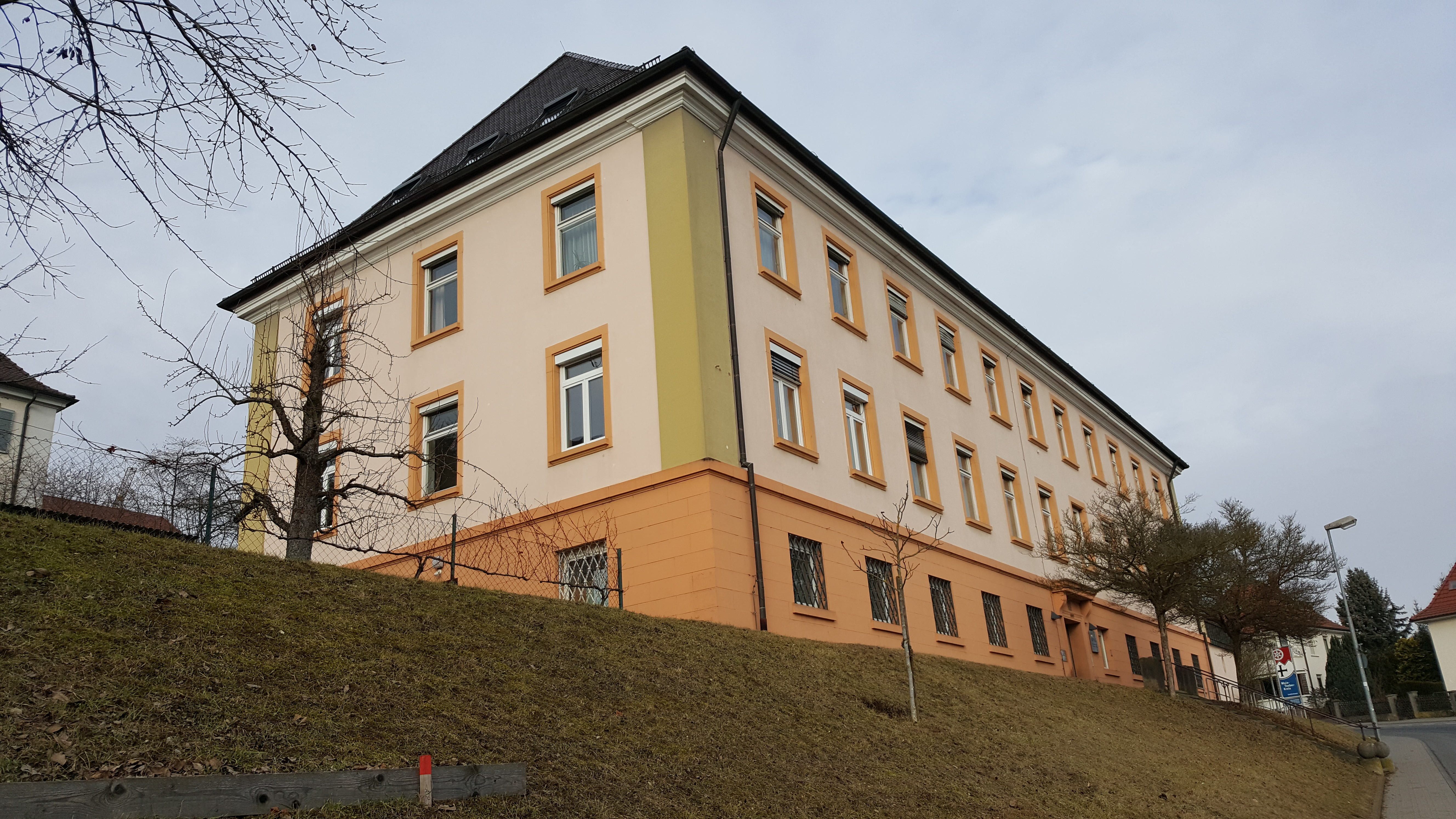
Technisches Kreishaus I
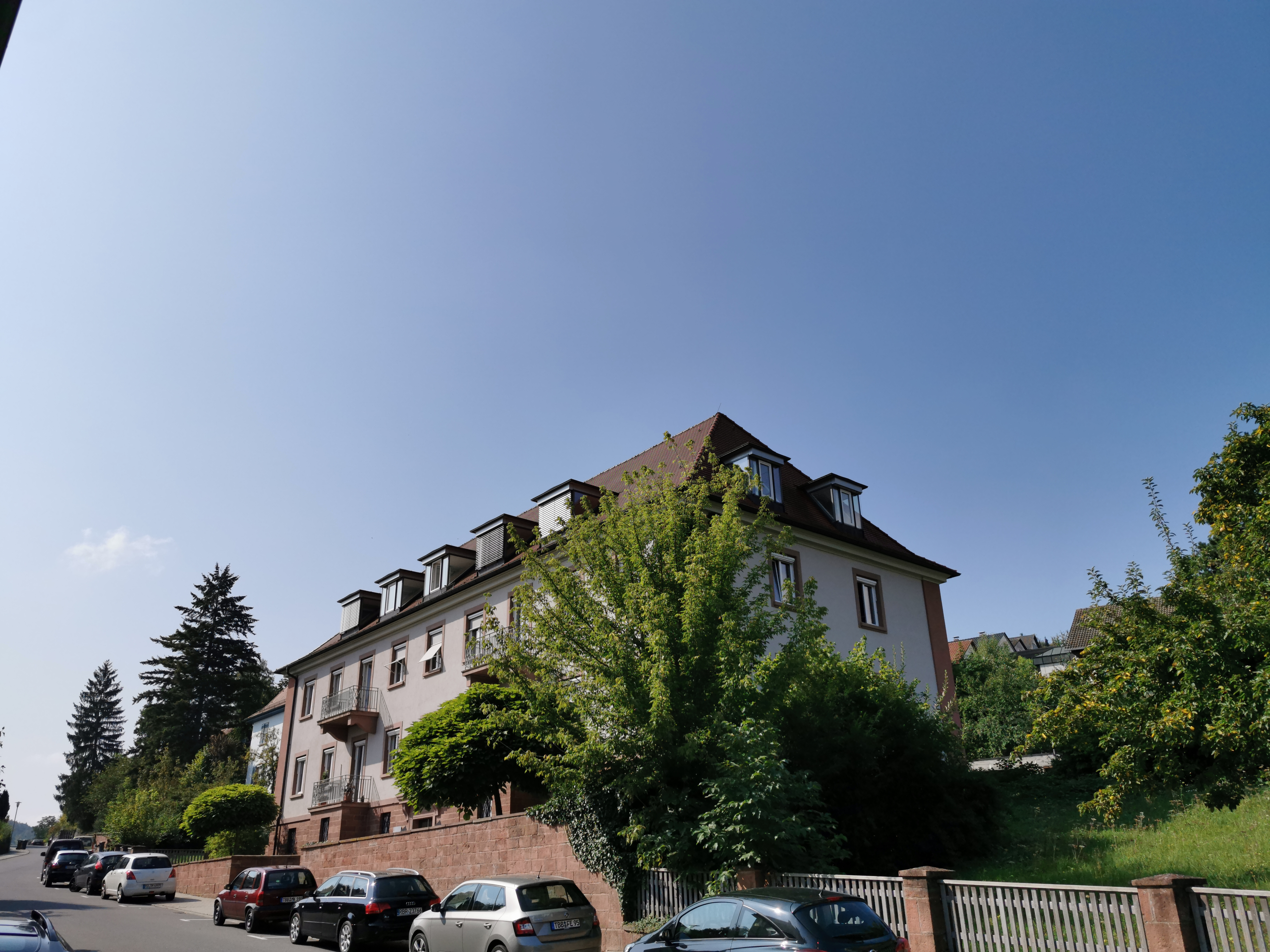
Technisches Kreishaus II
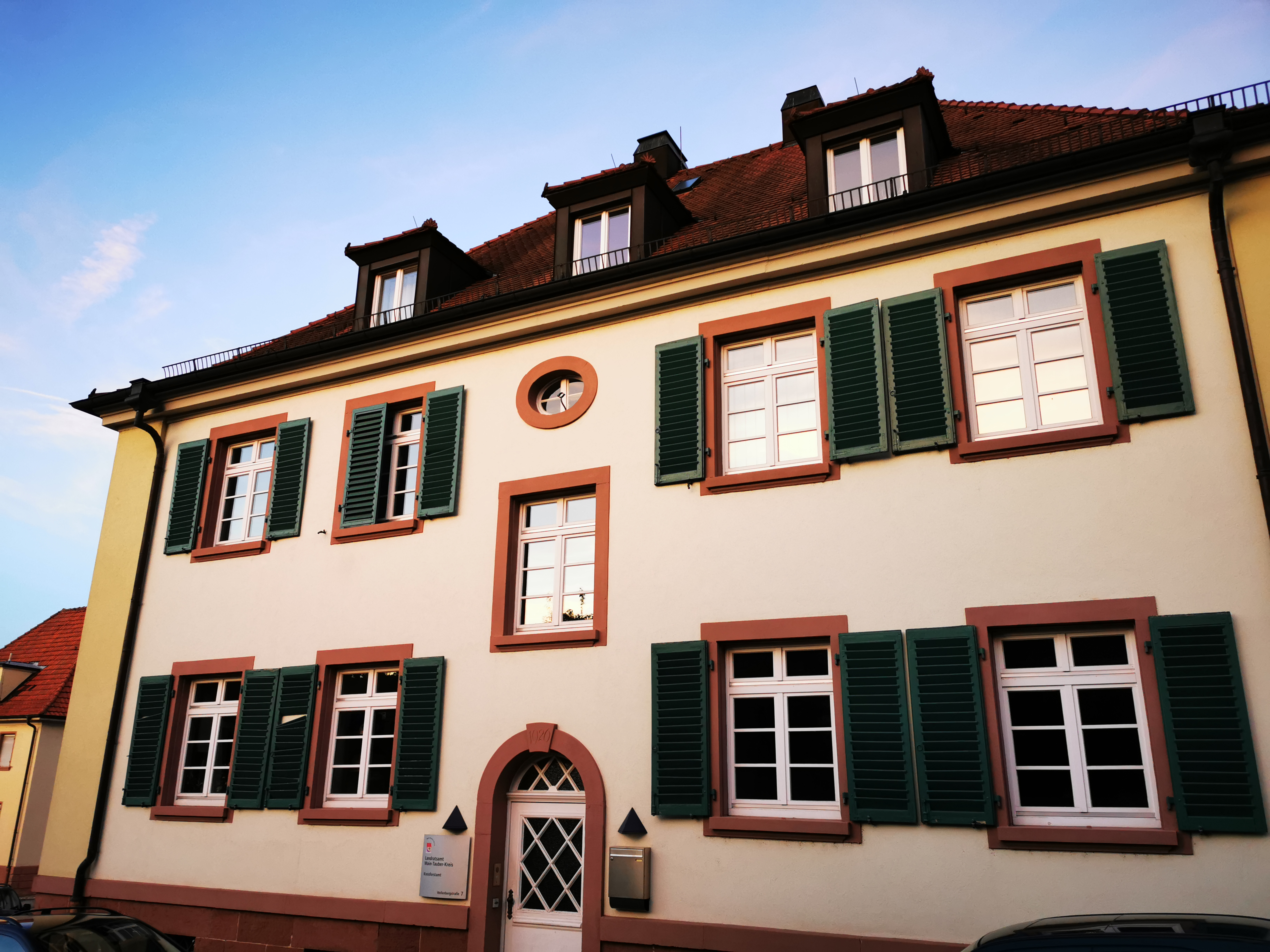
Technisches Kreishaus III
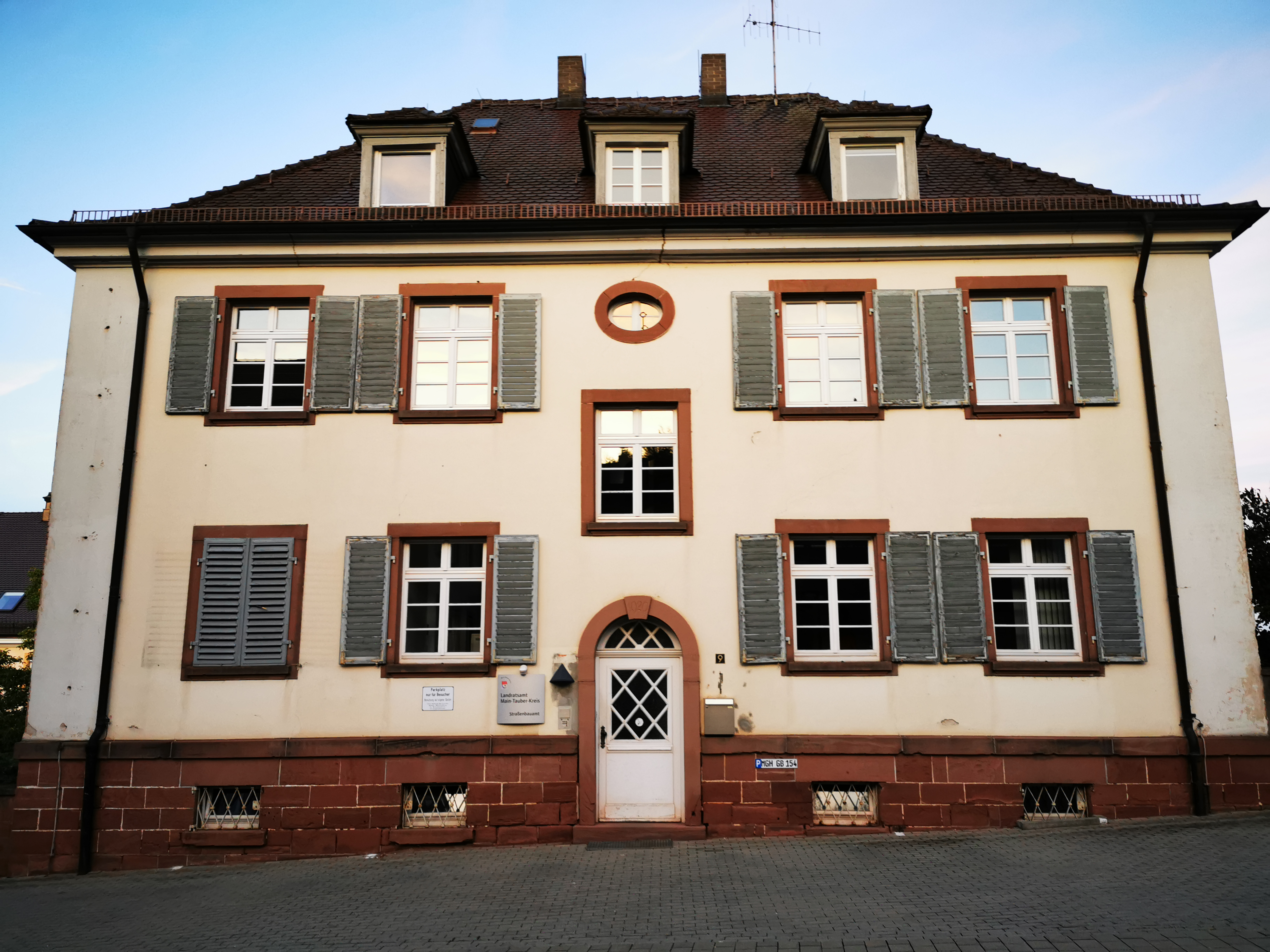
Technisches Kreishaus IV

- Wirtschaftsförderung (Liobastraße 9, ⊙): Amt für Wirtschaftsförderung, Energie und Tourismus.
- Gesundheitsamt (Albert-Schweitzer-Straße 31, ⊙): Gesundheitsamt in der Nähe des Krankenhauses Tauberbischofsheim.
- Amt für Pflege und Versorgung (Am Wört 1, ⊙): Im Gebäude Technologie- und Gründerzentrum.
- Sachgebiet Integration (Museumstraße 2, ⊙): Amt für soziale Sicherung, Teilhabe und Integration.
- Kreismedienzentrum (Flurstraße 2, ⊙): Früher Bildstelle genannt; im Stadtteil Distelhausen.
- Jobcenter Main-Tauber (Pestalozziallee 17, ⊙)

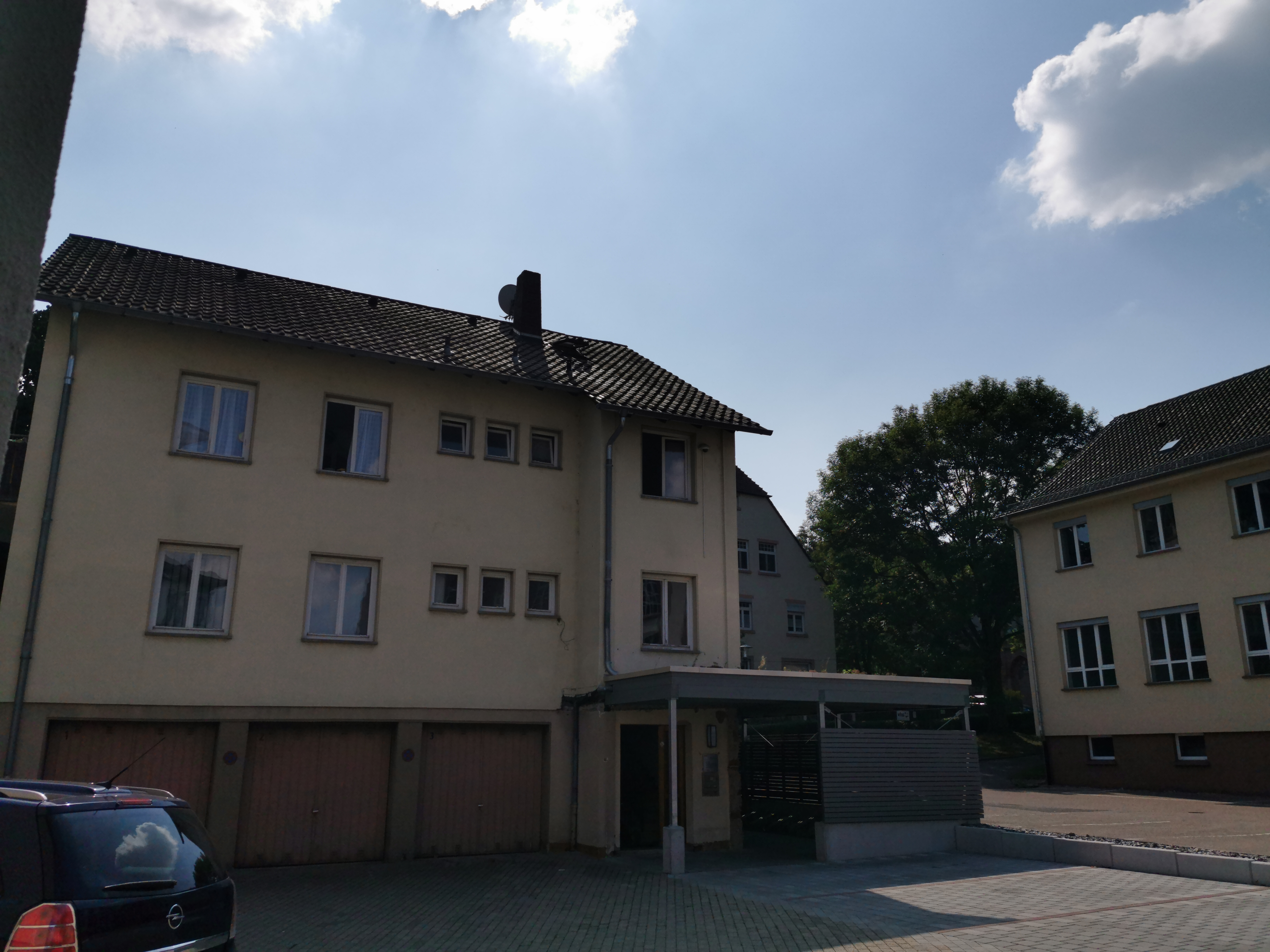
Wirtschaftsförderung
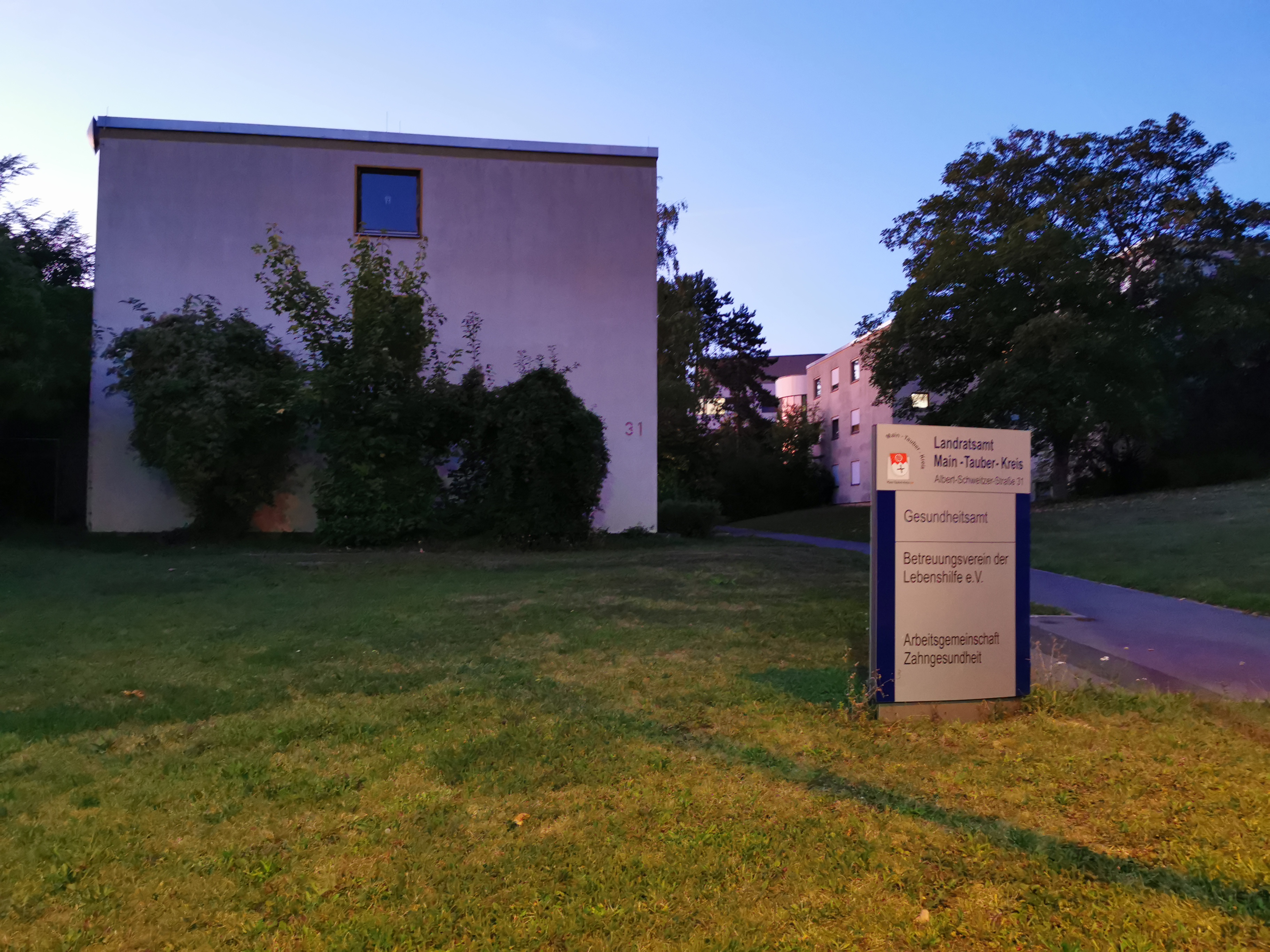
Gesundheitsamt
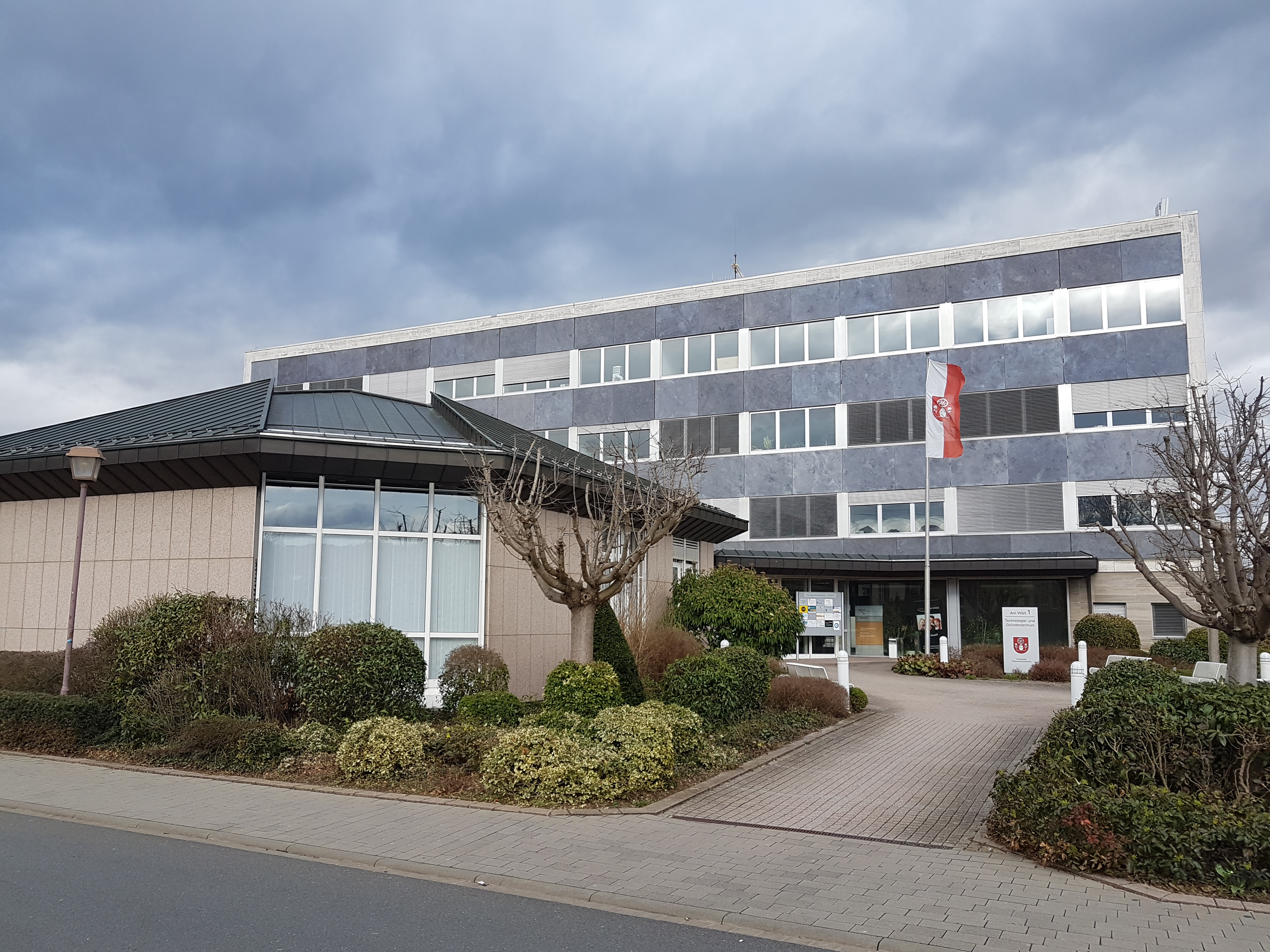
Amt für Pflege und Versorgung
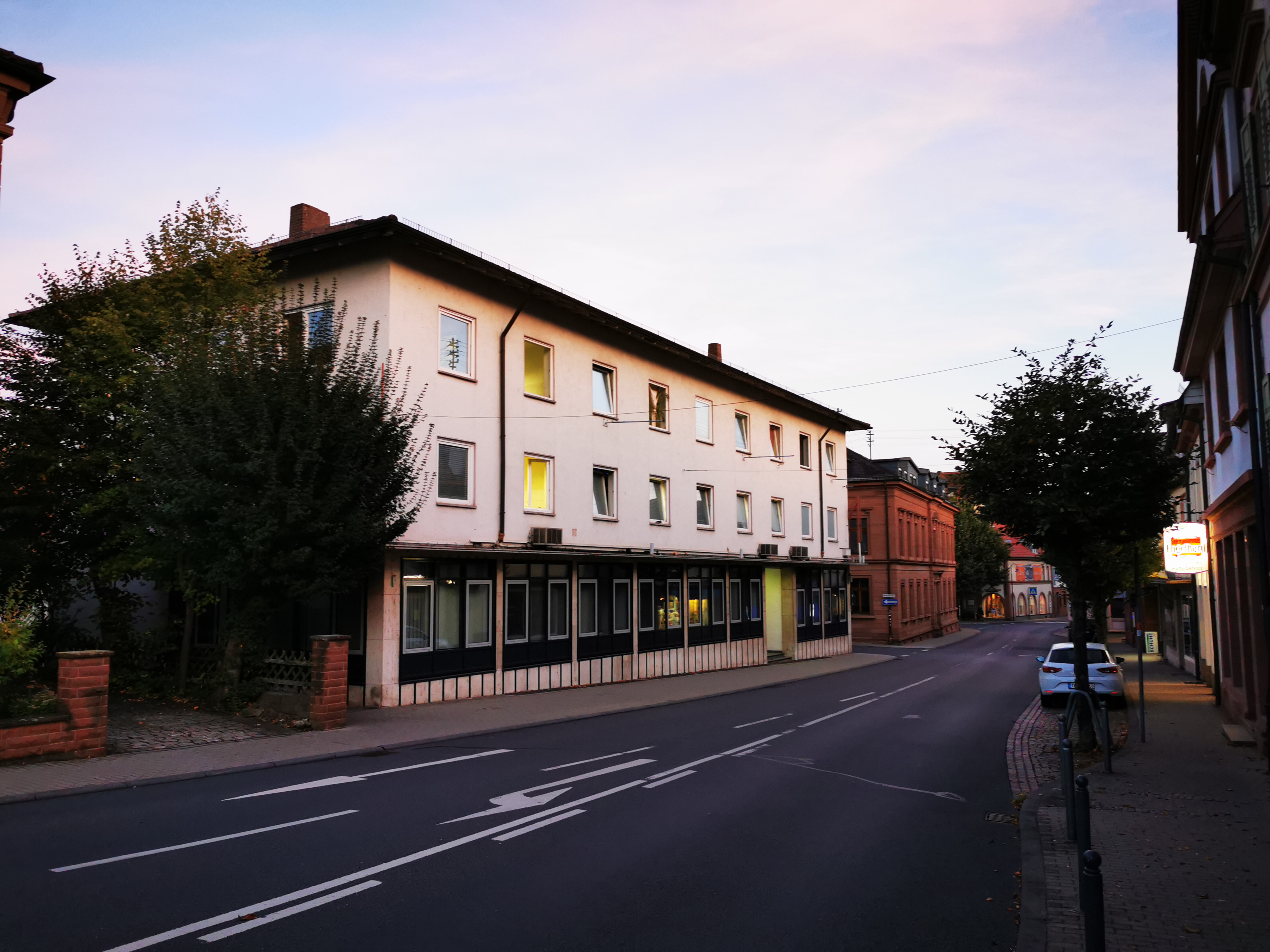
Sachgebiet Integration
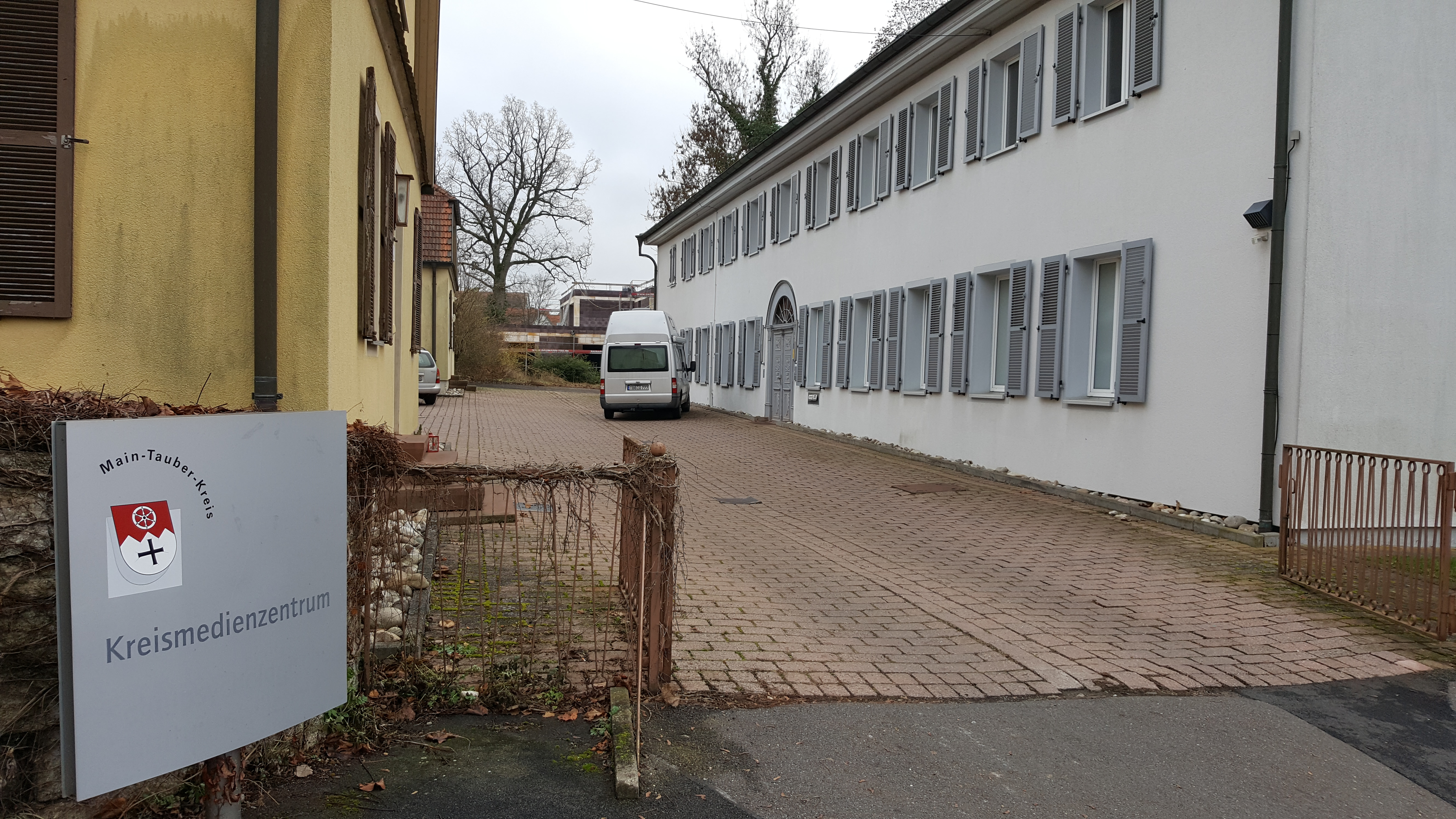
Kreismedienzentrum

Dienststellen in Bad Mergentheim
- Außenstelle des Landratsamtes (Wachbacher Straße 52, ⊙): Landwirtschaftsamt, Verkehrsamt, Veterinäramt.
- Wohnheimverwaltung und Flüchtlingssozialarbeit (Wachbacher Straße 54, ⊙): Amt für soziale Sicherung, Teilhabe und Integration.
- Jobcenter Main-Tauber (Johann-Hammer-Str. 24, ⊙): Außenstelle des Jobcenters Main-Tauber.

Dienststelle in Lauda
- VerkehrsGesellschaft Main-Tauber mbH (i_park Tauberfranken 8, ⊙): VGMT.

Dienststellen in Wertheim
- Kfz-Zulassungsstelle (Roter Sand 2, ⊙; TÜV): Außenstelle der Kfz-Zulassungsstelle.
- Jobcenter Main-Tauber (Wilhelm-Blos-Straße 3, ⊙): Außenstelle des Jobcenters Main-Tauber.

#### Bildungseinrichtungen

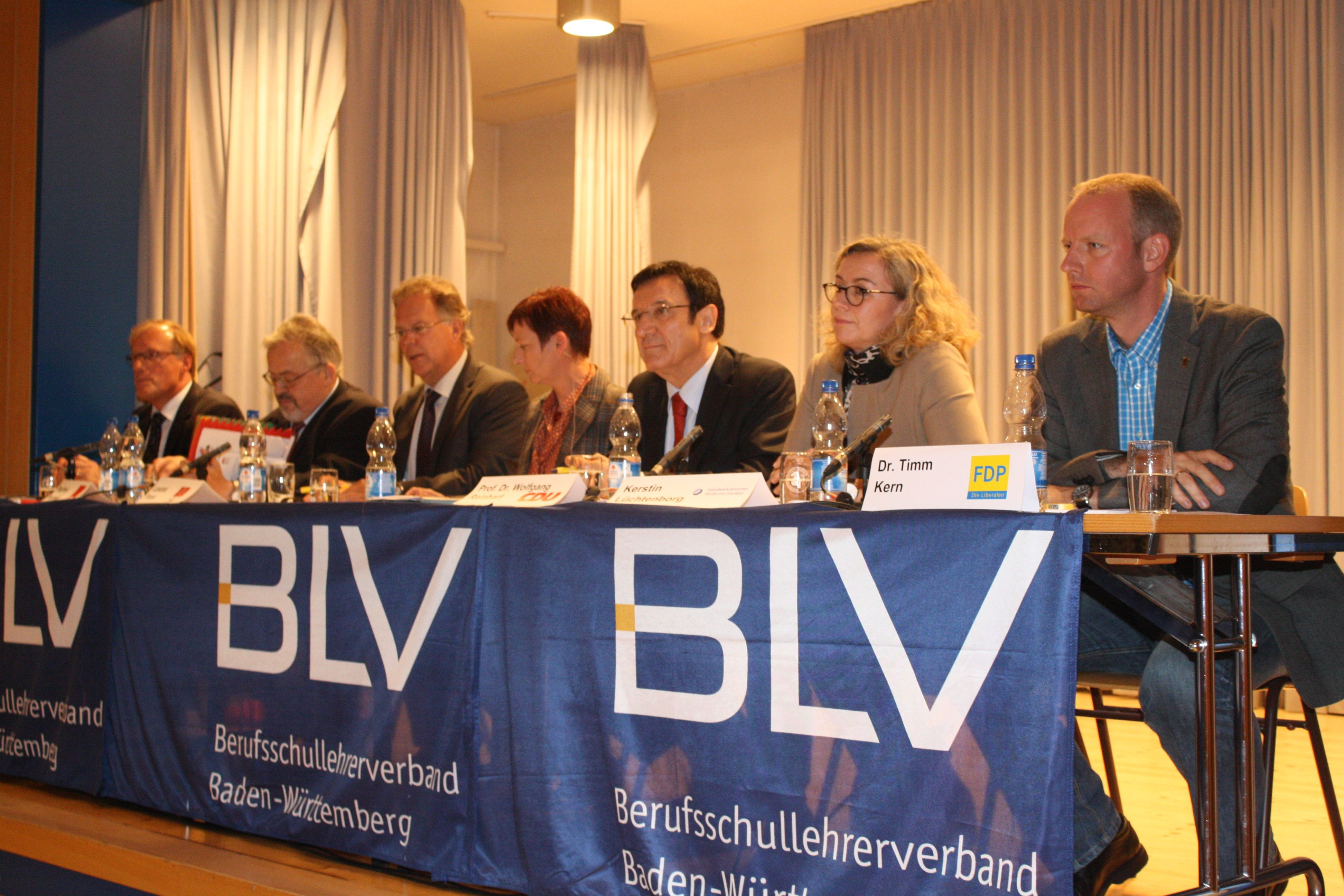
Eine Podiumsdiskussion zur Zukunft der Beruflichen Bildung im Main-Tauber-Kreis mit Landrat Reinhard Frank und Vertretern verschiedener Parteien (2012)

Der Main-Tauber-Kreis ist Schulträger folgender beruflicher Schulen: Gewerbliche Schule Bad Mergentheim (u. a. mit Technischem Gymnasium), Kaufmännischer Schule Bad Mergentheim (u. a. mit Wirtschaftsgymnasium und Wirtschaftsgymnasium Profilrichtung International), Berufliche Schule für Ernährung, Pflege und Erziehung (EPE) Bad Mergentheim (u. a. mit Ernährungswissenschaftlichem Gymnasium), Berufliches Schulzentrum Wertheim (u. a. mit Technischem Gymnasium, Wirtschaftsgymnasium und Biotechnologischem Gymnasium), Gewerbliche Schule Tauberbischofsheim (u. a. mit Technischem Gymnasium) und Kaufmännische Schule Tauberbischofsheim (u. a. mit Wirtschaftsgymnasium und Wirtschaftsgymnasium Profilrichtung Finanzen).
Ferner ist der Main-Tauber-Kreis Schulträger folgender Sonderpädagogischer Bildungs- und Beratungszentren: Schule im Taubertal mit Schulkindergarten Lauda-Königshofen (Unterbalbach) sowie Außenstelle in Wertheim (Förderschwerpunkt geistige Entwicklung), Schule Boxberg (Förderschwerpunkt Sprache) und Schulkindergarten Wertheim (Waldenhausen) (Förderschwerpunkte geistige Entwicklung und körperlich-motorische Entwicklung).

#### Krankenhäuser und Heime
Die „Krankenhaus und Heime Main-Tauber GmbH“ (KHMT) besteht aus dem Krankenhaus Tauberbischofsheim, dem benachbarten Seniorenzentrum Haus Heimberg mit Wohnanlage und Pflegebereichen sowie dem Seniorenzentrum Gerlachsheim.
Zum 1. Januar 2012 wurde die Gesundheitsholding Tauberfranken gGmbH als gemeinsames gesellschaftsrechtliches und organisatorisches Dach der Caritas-Krankenhaus Bad Mergentheim gGmbH (CKBM) und der KHMT gegründet. Die Holding wird von den drei Gesellschaftern Barmherzige Brüder Trier mit 51 Prozent, dem Caritasverband der Diözese Rottenburg-Stuttgart mit 29 Prozent und dem Main-Tauber-Kreis mit 20 Prozent gebildet. Sowohl die CKBM als auch die KHMT bleiben als selbständige Gesellschaften bestehen. Gesellschafter der KHMT werden zukünftig jedoch die Gesundheitsholding Tauberfranken mit 94,9 Prozent und der Main-Tauber-Kreis mit 5,1 Prozent. Gleiches gilt für die CKBM. Hier wird ebenfalls die Gesundheitsholding Tauberfranken Gesellschafter mit 94,9 Prozent, die Altgesellschafter halten noch 5,1 Prozent.

#### Kloster Bronnbach

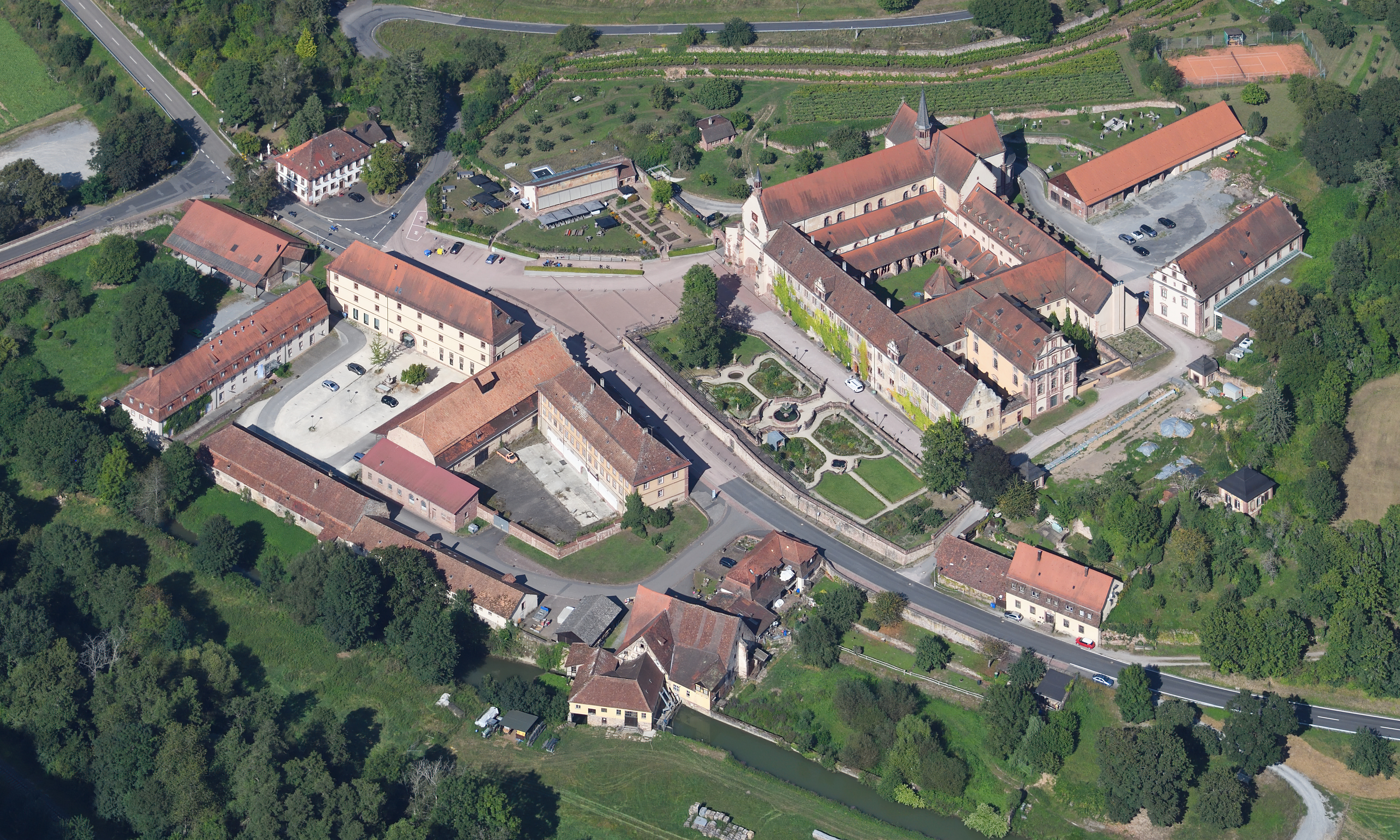
Blick auf das 1986 vom Main-Tauber-Kreis erworbene Kloster Bronnbach

1986 erwarb der Main-Tauber-Kreis die ehemalige Zisterzienserabtei Kloster Bronnbach, um den weiteren Verfall der wertvollen Bausubstanz zu verhindern. Inzwischen hat sich dort u. a. ein Kulturzentrum etabliert. Das Kloster Bronnbach befindet sich idyllisch gelegen am unteren Tauberlauf, nahe der Großen Kreisstadt Wertheim.
Der Main-Tauber-Kreis hat die Liegenschaft zu einem geistig-wissenschaftlich-kulturellen Zentrum fortentwickelt. Heute leisten vier Patres der Missionare von der Heiligen Familie geistliche Arbeit. Wissenschaftliche Einrichtungen wie das Fraunhofer-Institut für Silicatforschung sowie Prozess- und Messtechnik, der Archivverbund Main-Tauber oder das Museum für ländliches Kulturgut sind Anlaufstellen für die Wirtschaft bzw. geschichtlich interessierte Personen.
Zahlreiche Kulturveranstaltungen werden unter dem Namen „Bronnbacher Kulturen“ angeboten und im Gästehaus Bursariat sowie in der Orangerie stehen moderne Tagungsräume sowie Übernachtungsmöglichkeiten zur Verfügung.
Neuester Mosaikstein ist die „Bronnbacher Akademie“, die zu interessanten Vorträgen und Bildungsangeboten zu den Themenfeldern Geschichte, Musik, Weinan- und -ausbau, Kunst und Wirtschaft einlädt. Ein besonderes Schmankerl ist die im Prälatenbau geschaffene „Vinothek Taubertal“. Im dortigen historischen Gewölbekeller präsentieren sich 20 Weinbaubetriebe aus dem gesamten Taubertal und stellen ihre besten Erzeugnisse vor.
Seit dem 1. Januar 2007 hat der Main-Tauber-Kreis seine Bronnbacher Aktivitäten in dem Eigenbetrieb „Kloster Bronnbach“ zusammengefasst.

#### Energieagentur
Die Energieagentur wurde im Dezember 2008 als Unternehmen des Main-Tauber-Kreises in der Rechtsform der GmbH gegründet. Alleiniger Gesellschafter ist der Main-Tauber-Kreis.
Die Agentur ergänzt und fördert das Aufgabenspektrum des Landratsamtes Main-Tauber-Kreis auf den Gebieten Klima- und Umweltschutz, Wirtschaftsförderung, Landwirtschaft sowie Abfallverwertung. Hauptthemen diesbezüglich sind die Energieeinsparung, die Energieeffizienz und die verstärkte Nutzung Erneuerbarer Energien.
Der Schwerpunkt der Arbeit liegt in der Beratung, Information und Wissensvermittlung.

## Kultur und Sehenswürdigkeiten

### Besonderheiten
Im Main-Tauber-Kreis kam es in der Neuzeit zu keiner Verdichtung von Siedlung und Industrie wie in den Ballungsgebieten, so dass Kulturdenkmale im Freiland, wie beispielsweise Bildstöcke und andere Kleindenkmale, in einer seit dem Mittelalter durchgehend landwirtschaftlich geprägten Struktur weitgehend gut erhalten blieben. Nach Bernhard Losch beherbergt der Main-Tauber-Kreis aus diesem Grund auch die meisten Mord- und Sühnekreuze aller Landkreise in Baden-Württemberg.

### Bau-, Kunst- und Kulturdenkmale

#### Kulturdenkmale
Unter den Kulturdenkmalen werden die Kleindenkmale und Grenzsteine der 18 Kommunen im Geoinformationssystem (GIS) des Main-Tauber-Kreises schrittweise erfasst und mit Koordinaten und Beschreibungen auf einer eigenen Website der Öffentlichkeit zugänglich gemacht.

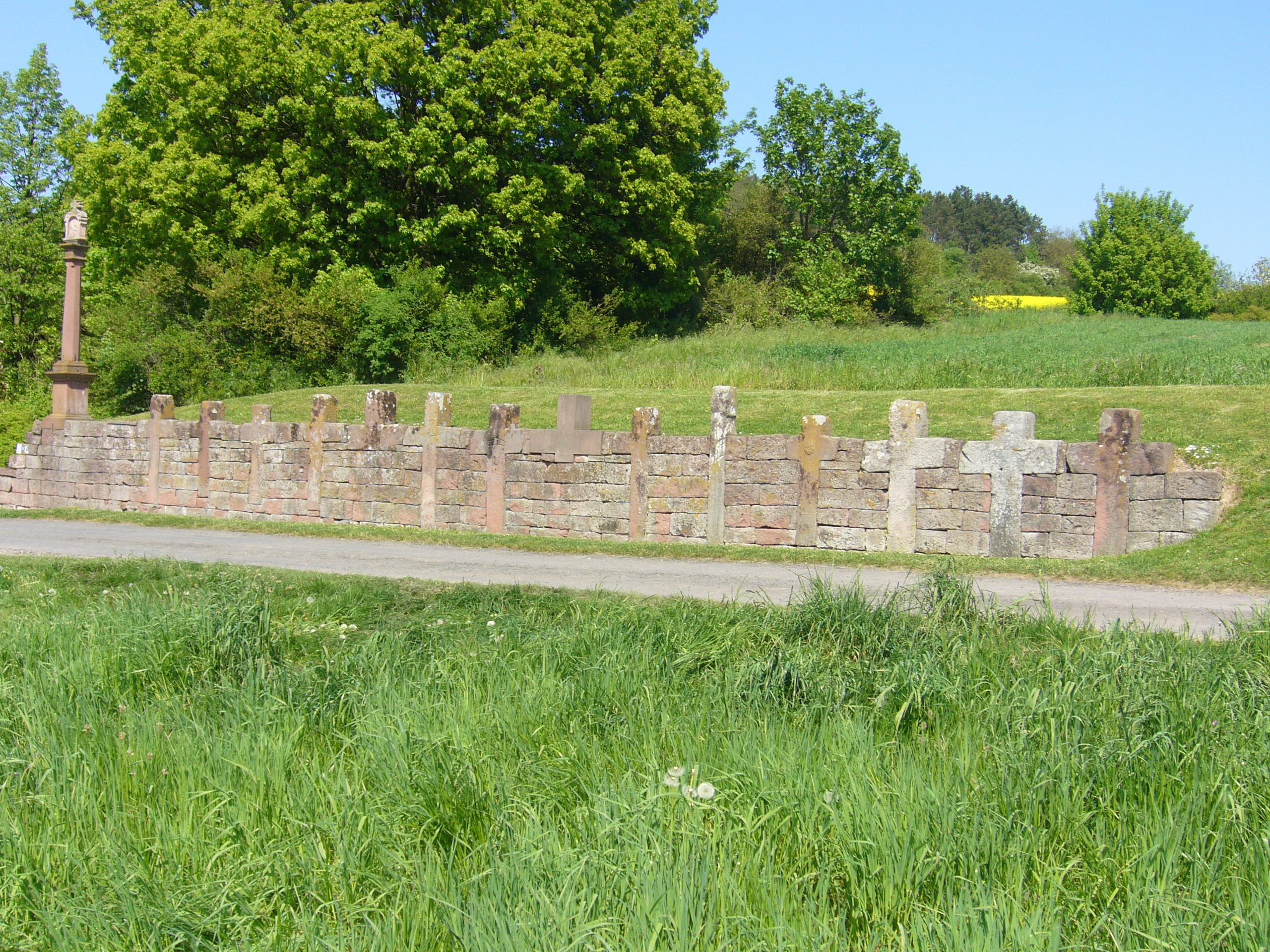
Steinkreuznest bei Reicholzheim

#### Mord- und Sühnekreuze
Von den zahlreichen im Kreisgebiet bis in die Neuzeit erhaltenen Mord- und Sühnekreuzen ist vor allem das Steinkreuznest bei Reicholzheim erwähnenswert. Es ist die größte bekannte Steinkreuzansammlung Süddeutschlands mit 14 Steinkreuzen aus Sandstein, die in einer Sandsteinstützmauer eingebettet sind. Um das Steinkreuznest ranken sich verschiedene Varianten einer Sage, in der sich bis zu 14 Burschen im Streit um eine Dorfschönheit gegenseitig erschlagen haben sollen.

#### Freilandkreuzwege
In den überwiegend katholischen geprägten Teilen des Main-Tauber-Kreises bestehen über 20 Freilandkreuzwege.

## Gemeinden
Seit dem Abschluss der baden-württembergischen Kreisreform von 1973 umfasst der Main-Tauber-Kreis 18 Gemeinden, darunter 11 Städte (Bad Mergentheim, Boxberg, Creglingen, Freudenberg, Grünsfeld, Külsheim, Lauda-Königshofen, Niederstetten, Tauberbischofsheim, Weikersheim und Wertheim) und 7 sonstige Gemeinden (Ahorn, Assamstadt, Großrinderfeld, Igersheim, Königheim, Werbach und Wittighausen).
Gemessen an der Einwohnerzahl ist Bad Mergentheim die größte Gemeinde und Wittighausen die kleinste. Gemessen an der Gemarkungsfläche ist Wertheim die größte Gemeinde und Assamstadt die kleinste. Die Gemeinde mit der größten Einwohnerdichte ist Tauberbischofsheim mit 194 Einwohnern je km², die mit der geringsten ist Creglingen mit 40 Einwohnern je km².

### Verwaltungsgemeinschaften
Zwischen einzelnen Kommunen gibt es vier vereinbarten Verwaltungsgemeinschaften mit Sitz in Bad Mergentheim, Boxberg, Grünsfeld und Tauberbischofsheim. Folgende Städte und Gemeinden haben sich zur gemeinsamen Erledigung ihrer Verwaltungsgeschäfte zu vereinbarten Verwaltungsgemeinschaften zusammengeschlossen:
1. Vereinbarte Verwaltungsgemeinschaft der Stadt Bad Mergentheim mit den Gemeinden Assamstadt und Igersheim
2. Vereinbarte Verwaltungsgemeinschaft der Stadt Boxberg mit der Gemeinde Ahorn
3. Vereinbarte Verwaltungsgemeinschaft der Stadt Grünsfeld mit der Gemeinde Wittighausen
4. Vereinbarte Verwaltungsgemeinschaft der Stadt Tauberbischofsheim mit den Gemeinden Großrinderfeld, Königheim und Werbach

### Städte
Tauberbischofsheim ist die Kreisstadt des Main-Tauber-Kreises. Unter den 11 Städten des Kreises gibt es mit Bad Mergentheim und Wertheim zwei Große Kreisstädte.
| Stadt                             | Wappen | Fläche km² | Einwohner 31. Dezember 2024 | EW-Dichte EW je km² | Höhe über NN | Gemarkung Lage |
| --------------------------------- | ------ | ---------- | --------------------------- | ------------------- | ------------ | -------------- |
| Bad Mergentheim, Große Kreisstadt |        | 129,97     | 24.023                      | 185                 | 206          |                |
| Boxberg                           |        | 101,81     | 6.709                       | 66                  | 269          |                |
| Creglingen                        |        | 117,22     | 4.453                       | 38                  | 278          |                |
| Freudenberg                       |        | 34,78      | 3.615                       | 104                 | 133          |                |
| Grünsfeld                         |        | 44,72      | 3.640                       | 81                  | 210          |                |
| Külsheim                          |        | 81,46      | 5.360                       | 66                  | 327          |                |
| Lauda-Königshofen                 |        | 94,47      | 14.180                      | 150                 | 198          |                |
| Niederstetten                     |        | 104,06     | 4.906                       | 47                  | 306          |                |
| Tauberbischofsheim                |        | 69,31      | 13.445                      | 194                 | 183          |                |
| Weikersheim                       |        | 80,94      | 7.902                       | 98                  | 230          |                |
| Wertheim, Große Kreisstadt        |        | 138,63     | 22.874                      | 165                 | 145          |                |

### Weitere Gemeinden
| Gemeinde       | Wappen | Fläche km² | Einwohner 31. Dezember 2024 | EW-Dichte EW je km² | Höhe über NN | Gemarkung Lage |
| -------------- | ------ | ---------- | --------------------------- | ------------------- | ------------ | -------------- |
| Ahorn          |        | 53,96      | 2.209                       | 41                  | 360          |                |
| Assamstadt     |        | 17,20      | 2.236                       | 130                 | 340          |                |
| Großrinderfeld |        | 56,28      | 4.088                       | 73                  | 311          |                |
| Igersheim      |        | 42,84      | 5.517                       | 129                 | 212          |                |
| Königheim      |        | 61,23      | 3.043                       | 50                  | 223          |                |
| Werbach        |        | 43,18      | 3.180                       | 74                  | 187          |                |
| Wittighausen   |        | 32,36      | 1.789                       | 55                  | 245          |                |

## Kfz-Kennzeichen
Am 1. Januar 1973 wurde dem Tauberkreis (jetzt Main-Tauber-Kreis) das seit dem 1. Juli 1956 für den Landkreis Tauberbischofsheim gültige Unterscheidungszeichen TBB zugewiesen. Es wird durchgängig bis heute ausgegeben. Bis in die 1990er Jahre erhielten Fahrzeuge aus dem Altkreis Mergentheim Kennzeichen mit den Buchstabenpaaren RA bis ZZ und den Zahlen von 1 bis 999. Seit dem 7. Januar 2014 ist infolge der Kennzeichenliberalisierung auch das Unterscheidungszeichen MGH (Bad Mergentheim) erhältlich.